# Nationalpark Schleswig-Holsteinisches Wattenmeer
Der Nationalpark Schleswig-Holsteinisches Wattenmeer ist ein Nationalpark im schleswig-holsteinischen Teil des Wattenmeers der Nordsee. Der Landtag begründete ihn durch das Nationalparkgesetz vom 22. Juli 1985 zum 1. Oktober 1985 und erweiterte ihn 1999 signifikant. Zusammen mit dem Nationalpark Niedersächsisches Wattenmeer, dem Nationalpark Hamburgisches Wattenmeer und nicht dem Naturschutz unterliegenden Teilen der Elbmündung bildet er den deutschen Teil des Wattenmeers.
Der Nationalpark reicht von der deutsch-dänischen Seegrenze im Norden bis hin zur Elbmündung im Süden. Im nordfriesischen Teil umfasst er das Watt um die Geestkern- und Marscheninseln und Halligen. Dort ist das Watt teilweise 40 Kilometer breit. Weiter südlich liegen Wattengebiete, in denen es vor allem größere Sandbänke gibt. Neben den Pflanzen und Tieren, die für das gesamte Wattenmeer der Nordsee typisch sind, finden sich im schleswig-holsteinischen Teil besonders viele Schweinswale, Brandgänse und Seegräser.
Mit einer Fläche von 4410 km² handelt sich um den mit Abstand größten Nationalpark in Deutschland und den größten Nationalpark zwischen dem Nordkap und Sizilien. 68 % liegen unter Wasser und 30 % fallen periodisch trocken. Der Landteil besteht zum größten Teil aus Salzwiesen. Seit 1990 bildet der Nationalpark zusammen mit den nordfriesischen Halligen das von der UNESCO anerkannte Biosphärenreservat Schleswig-Holsteinisches Wattenmeer und Halligen. Zusammen mit dem niedersächsischen und niederländischen Wattenmeergebieten wurde das schleswig-holsteinische Wattenmeer 2009 als Weltnaturerbe der UNESCO eingetragen. Seit 2011 gehört das Hamburgische Wattenmeer und seit 2014 auch der dänische Nationalpark Vadehavet zu diesem Verbund.

## Geographie

### Nationalparkgebiet

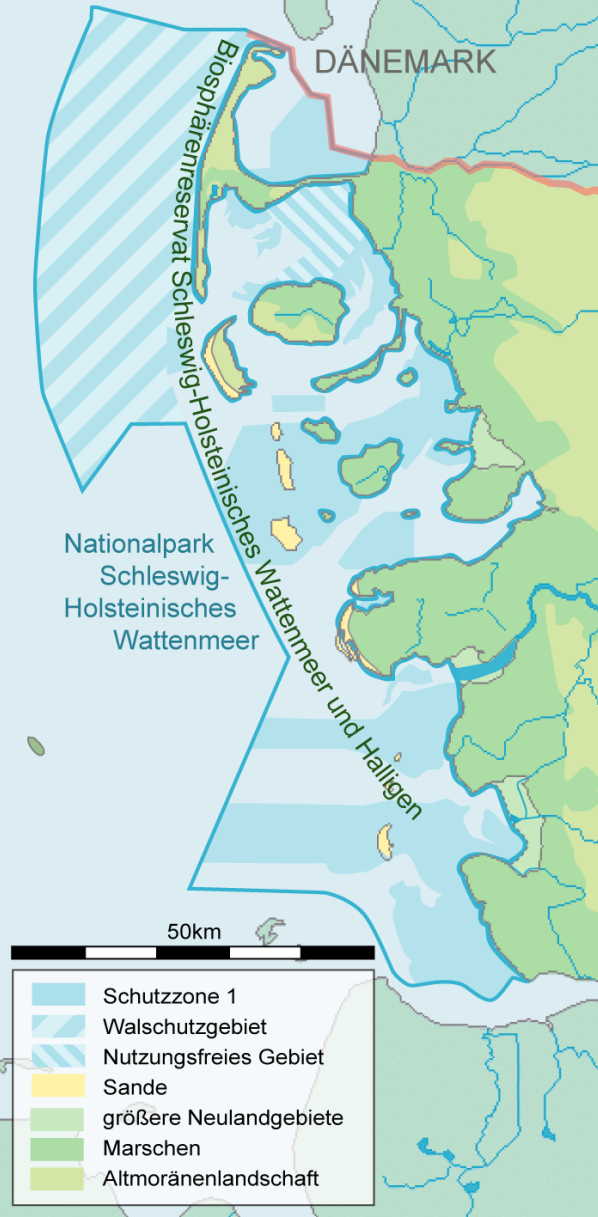
Karte des Nationalparks mit eingezeichneten Schutzzonen

Der Nationalpark umfasst das schleswig-holsteinische Küstengebiet der Nordsee von der dänischen Grenze im Norden bis zur Elbmündung im Süden. Im nördlichen Bereich (bis etwa Amrum) verläuft die Nationalparkgrenze an der Zwölfmeilenlinie, südlich davon etwa auf der Dreimeilenlinie. An der Landseite verläuft sie im Wattenmeer 150 Meter vor der Küste. Seedeiche und unmittelbares Deichvorland sind nicht Teil des Nationalparks, auch Badestrände sind damit weitgehend aus dem Schutzgebiet ausgenommen. Ausgenommen aus dem Nationalpark sind auch die bewohnten Gebiete im Meer, darunter die fünf deutschen nordfriesischen Inseln und die großen Halligen: Langeneß, Hooge, Gröde, Oland und Nordstrandischmoor. Teil des Nationalparks sind unbewohnte Inseln, Halligen und Sandbänke wie Trischen, Blauort oder die Nordfriesischen Außensände. Nach der Gliederung der Naturräumlichen Haupteinheiten Deutschlands gehört das Gebiet des Nationalparks zur Einheit „Schleswig-Holsteinisches Wattenmeer, Inseln und Halligen“ in der Gruppe Schleswig-Holsteinische Marschen und zur Haupteinheit Deutsche Bucht.
Der Nationalpark lässt sich in zwei Gebiete teilen. Im Norden zwischen der dänischen Grenze und der Halbinsel Eiderstedt liegt der nordfriesische Teil, an der Südküste Eiderstedts bis hin zur Elbmündung der Dithmarscher Teil. Das nordfriesische Wattenmeer gehört zusammen mit dem dänischen Wattenmeer zum nördlichen Wattenmeer der Nordsee. Es wird durch die nordfriesischen Inseln und Halligen gegen die offene See abgeschirmt. Die Inseln entstanden vor allem aus Festlandgebieten, die bedingt durch Katastrophenfluten vom Land abgetrennt wurden. Das Wattengebiet ist geschützter, der Übergang zwischen Watt und Meer oft klarer, da erstes an der Ostseite der großen Inseln liegt, zweites an der Westseite. Es gibt keine großen Flussmündungen, der Tidenunterschied ist mit unter zwei Meter verhältnismäßig gering. Nur im nördlichen Wattenmeer finden sich noch Geest-Kliffs aus den Eiszeiten, so dass hier an den Küsten auch die größten Höhenunterschiede im an sich sehr flachen Gebiet vorkommen. Der Dithmarscher Teil und die Südküste Eiderstedts zwischen Elb- und Eidermündung bildet einen Teil des zentralen Wattenmeers. Ein Tidenhub von über drei Metern verhindert weitgehend das Entstehen von Inseln. Einige Sandbänke erheben sich aus dem Meer, einzig Trischen erreicht genug Höhe und damit Sicherheit vor Sturmfluten, um auch salzwasserempfindliche Vegetation zu ermöglichen. Im Vergleich zu den geologisch ähnlichen Ostfriesischen Inseln des südlichen Wattenmeers ist Trischen jedoch wesentlich kleiner und jünger. Alle Versuche menschlicher Bewohner, die Insel zu befestigen, sind gescheitert. Durch mehrere große Ästuare liegt der Salzgehalt im zentralen Wattenmeer niedriger als im restlichen Wattenmeer und unterliegt höheren Schwankungen.

### Schutzzonen des Nationalparks
Der Nationalpark ist in zwei Zonen aufgeteilt, die verschiedenen Schutzstufen entsprechen. Hinzu kommt ein sogenanntes nutzungsfreies Gebiet. 

#### Schutzzone eins
Zone 1 bildet den Kernbereich des Schutzgebiets. Die 162.000 ha große Zone umfasst ein gutes Drittel des Nationalparks. Sie besteht aus zwölf größeren Raumeinheiten, die jeweils Salzwiese, Schlick-, Misch- und Sandwatt, flache und tiefe dauerhaft unter Wasser liegende Gebiete (Sublitoral) sowie Prielströme aufweisen. Dazu kommen kleinere Einheiten um besonders sensible Gebiete wie Seehundsbänke oder die Brutkolonien der Seevogelarten, Plätze, an denen sich viele Zugvögel mausern, sowie geomorphologisch bedeutsame Gebiete mit nahezu natürlichen Oberflächenstrukturen. Die Zone 1 ist prinzipiell für die Öffentlichkeit geschlossen, Ausnahmen bilden lediglich direkt an die Küste angrenzende Wattgebiete für Wattwanderer, Routen für geführte Wattwanderungen und die Fischerei.

#### Nutzungsfreies Gebiet
Das nutzungsfreie Gebiet ist Teil der Schutzzone eins und war als Referenzgebiet geplant, indem ein von Grundnetzschleppfischerei freies Gebiet in seinen ökologischen Zustand beobachtbar und mit dem anderer Areale vergleichbar gehalten werden sollte, in denen diese Art Fischerei legal ist. Geplant war zunächst, dass diese Schutzzone das Watt nördlich des Hindenburgdamms umfassen sollte – zwischen diesem, der Insel Sylt, der dänischen Grenze und dem Festland. Dies wäre durch die bestehende Wattforschungsstation in List perfekt zu beobachten gewesen. Doch es kam anders; stattdessen wurde 1999 das Gebiet südlich des Hindenburgdamms auf der Landseite Sylts angelegt, wohl auf Betreiben der Fischereilobby, wie Naturschützer es mutmaßten. Dieses Sperrgebiet umfasst kein einziges Prielsystem, sondern lediglich landnahe Wattflächen. Zudem ist dieses Areal für das Forschungsschiff, das in List stationiert ist, nicht zu erreichen, es sei denn, es wäre unverhältnismäßig lange unterwegs, da zunächst die Nordspitze Sylts und nach einer langen Route entlang der gesamten Insel schließlich noch die Südspitze zu umfahren wären. Die Folge: Es hat in der nutzungsfreien Zone bis 2019 kein einziges Forschungsprojekt stattgefunden. Kritisiert wird zudem, dass das Areal so eckig geschnitten ist, dass von Land aus kaum feststellbar ist, wo die Schutzzonengrenze verläuft. In der Realität wurde dieses Gebiet von Krabbenfischern nach 1999 illegal befischt, was vereinzelt die Wasserschutzpolizei auf den Plan rief, ohne dass insgesamt die Grundnetzfischereiaktivitäten unterblieben wären, obwohl nach den Bestimmungen für diese Zone eine menschliche Nutzung völlig ausgeschlossen ist („Nullnutzungszone“). Das offiziell als nutzungsfrei ausgewiesene Gebiet nimmt 12.500 ha ein, wovon etwa 3.500 ha permanent von Wasser bedeckt sind.

#### Schutzzone zwei
Zone 2 bildet eine so genannte „Pufferzone“ um die Zone 1 herum. Erlaubt ist hier der Freizeitgenuss in Form von Befahren mit Booten, Wattwandern, Pflanzen sammeln, Muscheln suchen und Drachen steigen lassen. Reiten hingegen ist bis auf wenige Ausnahmeareale verboten. Kommerziell darf Fischerei nach Austern, Garnelen und Miesmuscheln betrieben werden, nicht aber nach Herzmuscheln.

##### Schweinswalschutzgebiet
In der Schutzzone 2 liegt das 1999 ausgewiesene Schweinswalschutzgebiet. Es erstreckt sich entlang der gesamten westlichen Sylter Küste und hat eine Größe von 124.000 ha. Europaweit ist es das erste Walschutzgebiet, da es bedeutend für die Fortpflanzung der Schweinswale ist, deren Nordseebestand bis Ende des 20. Jahrhunderts um 90 % zurückgegangen war. Nutzungen wie Baden, Segeln oder die traditionelle Krabbenfischerei sind weiterhin in diesem Gebiet möglich. Die Verhinderung internationaler Industrie- und Stellnetzfischerei wird für dieses Gebiet erst noch angestrebt. Geringere Schiffsgeschwindigkeiten mit höchstens zwölf Knoten zumindest in der Fortpflanzungszeit der Schweinswale werden ebenfalls gefordert.  Verhindert werden sollen auch Aktivitäten des Militärs sowie die Ressourcenausbeutung (Sand, Kies, Gas oder Öl). Da die Umsetzung der Schutzmaßnahmen bislang nicht konsequent genug erfolgt ist, war eine Reduzierung des Bestands an Schweinswalen in diesem Gebiet trotz Bestehens des Schutzstatus von gut 15.000 auf rund ein Drittel nicht zu verhindern (Stand 2022).

### Wasser, Land und Watt

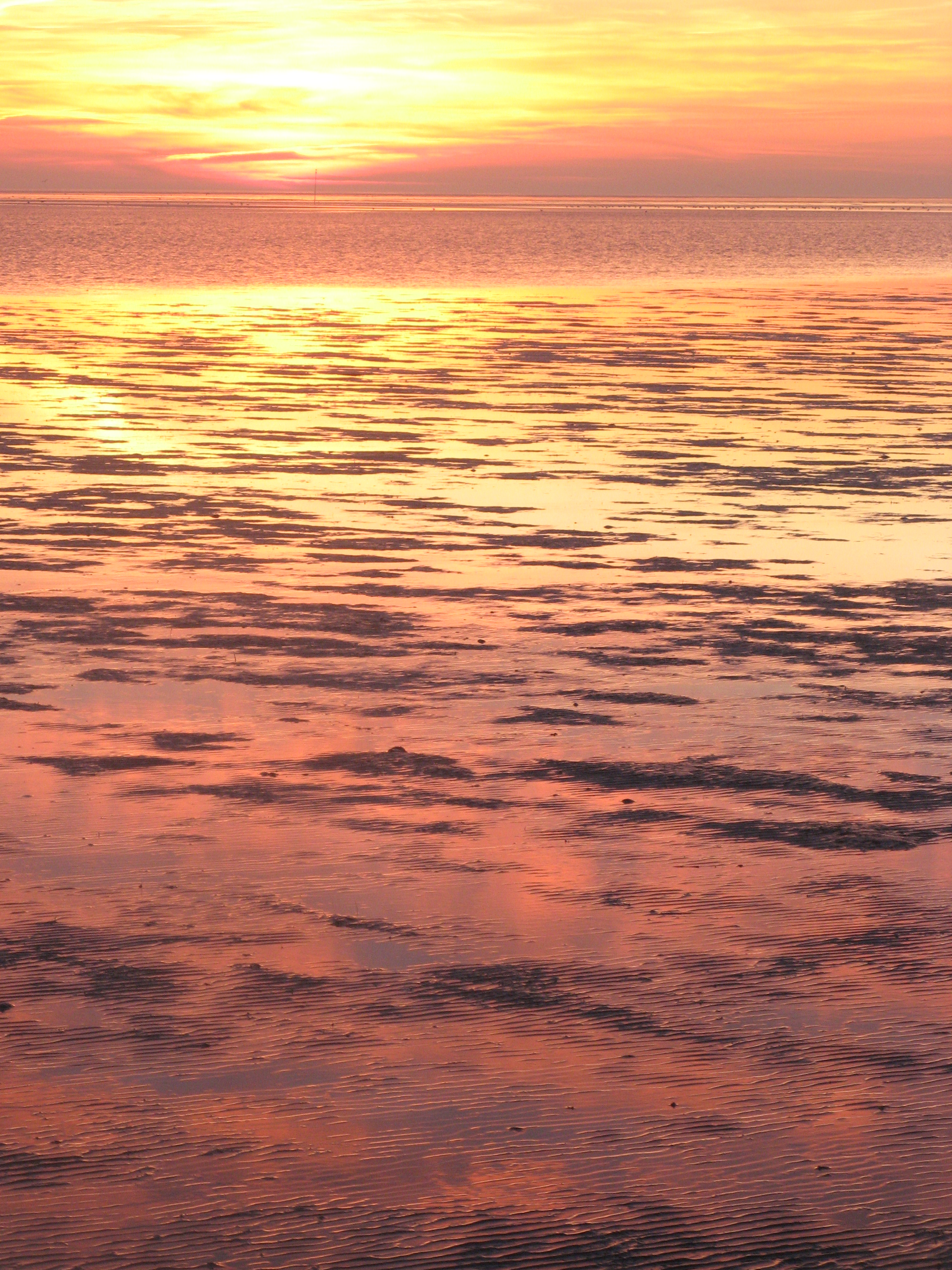
Wattenmeer bei tiefstehender Sonne

Die Küste der Nordsee ist flach; der Meeresboden fällt teilweise nur wenige Zentimeter pro Kilometer ab. Zweimal täglich trägt die Flut Sand, Ton und Schluff in das Gebiet des Wattenmeeres. Der Tidenhub im Schleswig-Holsteinischen Wattenmeer beträgt dabei zwischen 1,5 und 3,7 Meter, wobei er von Norden nach Süden zunimmt: Die geringsten Gezeitenunterschiede bestehen an der Sylter Nordküste, die höchsten im südlichen Dithmarschen. Überall im Wattenmeer beträgt die Zeitdauer des Wasserauflaufs nur etwa 85 % der Zeit, die das Wasser dafür braucht, wieder abzulaufen. Die Strömung beim Wasserauflauf ist also stärker, und die Ebbe hat nicht die Kraft, die durch die Flut angespülten Sedimente wieder abzutragen.
Über zwei Drittel der Fläche des Nationalparks werden von Gebieten eingenommen, die ständig unter Wasser stehen (Sublitoral), 30 % vom Watt, das bei Niedrigwasser trocken liegt und bei Hochwasser überspült ist (Eulitoral). Der Rest sind Landgebiete (Supralitoral), die nur unter besonderen Umständen überspült werden. Die Wassergebiete bestehen zum einen aus dem seewärtigen Teil des Parks, zum anderen aus größeren Gezeitenströmen wie dem Lister Tief, dem Heverstrom, dem Purrenstrom, dem Wesselburener Loch oder dem Piep. Direkt vor dem Watt verläuft eine beständige starke Strömung von Süd nach Nord, die aus der südlichen Nordsee kommt und sich bis zur Norwegischen Rinne fortsetzt. Da die Strömung die Mündungsgewässer großer europäischer Flüsse wie Rhein oder Elbe mit sich trägt, liegt der Salzgehalt mit 20–30 psu unter dem des Meeres, aber noch über dem von Flussmündungen.
Da bewohnte Gebiete nicht Teil des Nationalparks sind, bestehen die Landgebiete fast ausschließlich aus Salzwiesen, ein kleiner Rest aus Sandbänken und Dünen. Die Salzwiesen nehmen dabei über 10.000 ha Fläche ein, von diesen wiederum sind 70 % am Festland im Schutz von Lahnungen entstanden, 10 % befinden sich auf den windabgewandten Seiten der Inseln und der Rest hat sich um die Halligen herum gebildet. Zwischen 1988 und 2001 hat sich dabei die Fläche der Salzwiesen um etwa 700 ha ausgedehnt. Weitgehend natürliche, nutzungsfreie Salzwiesen befinden sich vor allem vor den Inseln, am Festland kommt dies nur vor Schobüll und Sankt Peter-Ording vor.
Wie im gesamten Wattenmeer ist das Klima atlantisch, immerfeucht und warmgemäßigt. Starke Westwinddrift und die Wärmespeicherkapazität sind bestimmende Faktoren, was zwar für häufige Starkwindlagen sorgt, auf die Temperaturen jedoch ausgleichend wirkt, so dass das Gebiet kühle Sommer (Juli: 14,5 °C) und milde Winter (Januar: 1,8 °C) erfährt.

## Flora und Fauna
Siehe auch Wattenmeer (Nordsee)

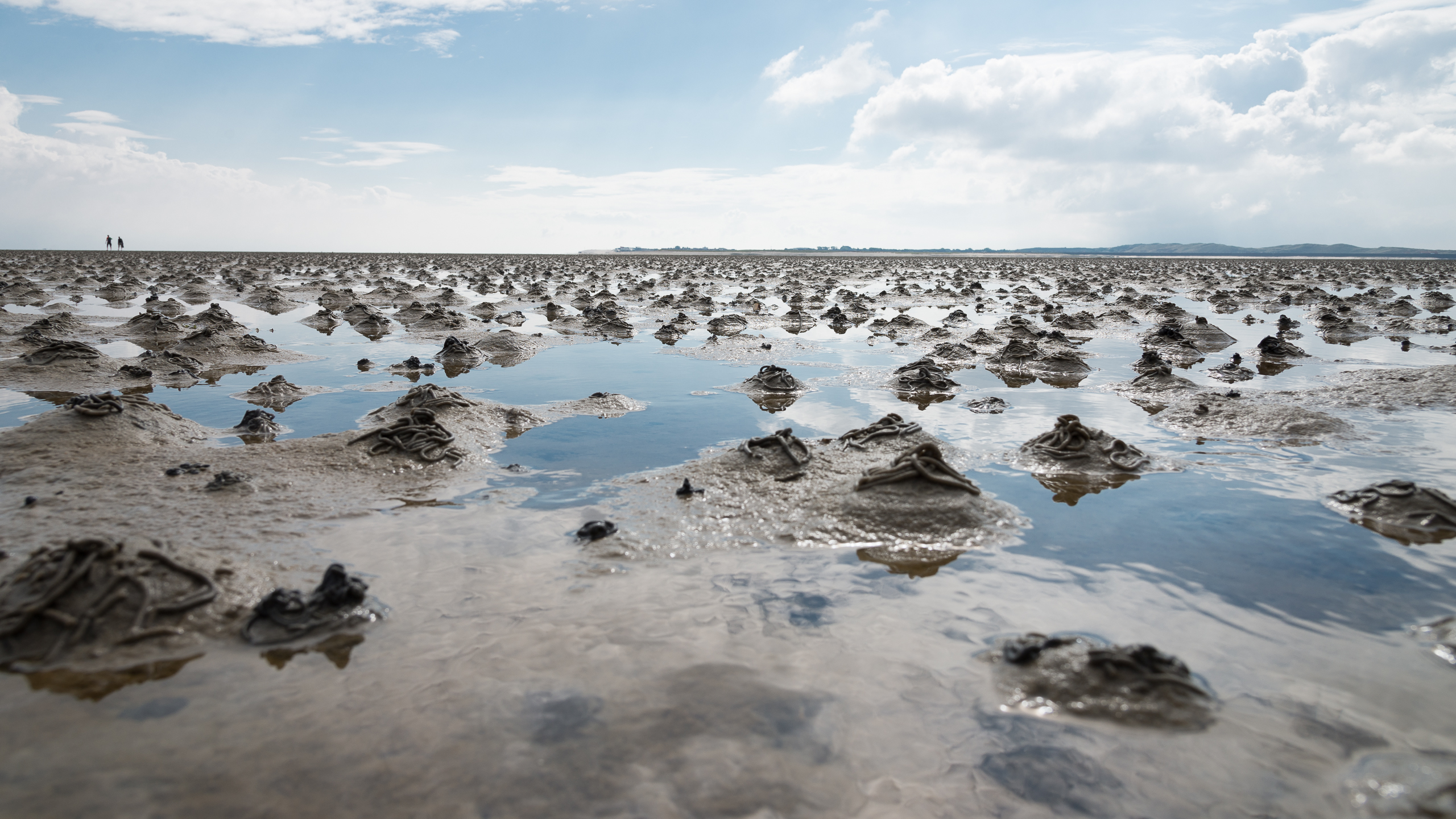
Wattwurmhaufen im Wattenmeer

Salzwasser, der Wechsel zwischen Ebbe und Flut und Starkwindlagen mit Neigung zum Sturm prägen die Umweltbedingungen im Wattenmeer. Zu den Lebewesen, die sich hier dauerhaft etablieren können, zählen wenige Meerestiere, besonders ausgeprägte Spezialisten. Das Gebiet dient Fischen ebenso wie Meeressäugern vor allem als Kinderstube; neben zahlreichen Brutvögeln nutzen riesige Zugvogelschwärme das Watt im Frühjahr und Herbst als Rastgebiet zum Auffrischen der Nahrungsreserven.
Im Schleswig-Holsteinischen Wattenmeer gibt es insgesamt etwa 700 Pflanzen- und 2.500 Tierarten. 250 der Tierarten sind im Wattenmeer endemisch.

### Pflanzen

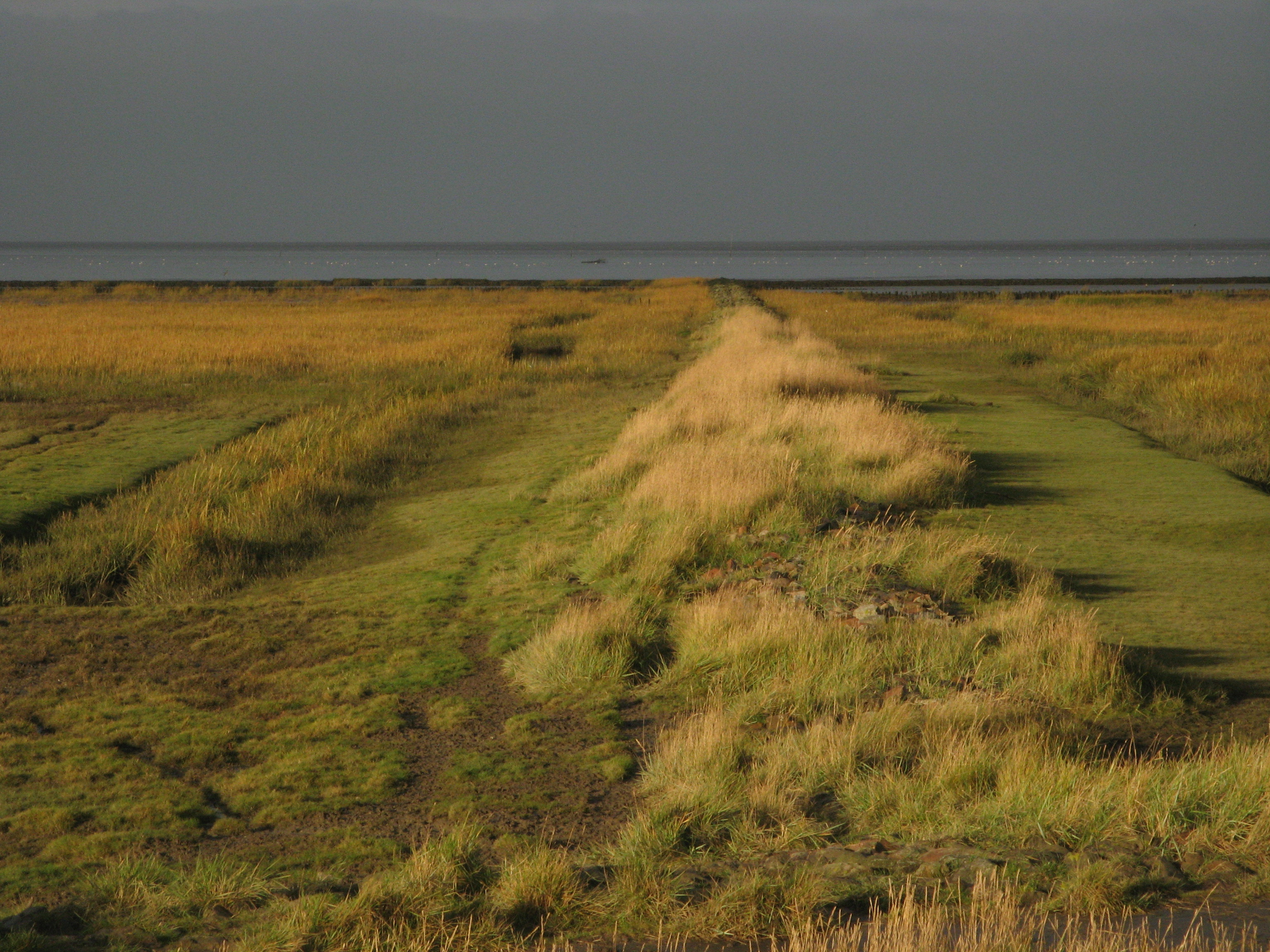
Salzwiesen bilden die überwiegende Vegetation des Nationalparks

Seegräser sind die einzigen unter Wasser wachsenden Blütenpflanzen des Wattenmeers. Nachdem um 1930 die meisten Seegräser des Atlantiks einer Epidemie zum Opfer fielen, haben sie sich im gesamten Wattenmeer nicht mehr davon erholt. Sie finden sich fast ausschließlich im nördlichen Schleswig-Holstein, wo sie etwa 6.000 ha bedecken, verglichen mit 705 ha in Niedersachsen oder 130 in den Niederlanden. Sie stellen das Habitat für zahlreiche Wasserlebewesen dar und dienen zum Beispiel der Brandgans als wichtige Nahrungsquelle. Zumindest im nordfriesischen Teil scheinen sich die Seegräser im Gegensatz zum weltweiten Trend auch in den letzten Jahren weiter auszubreiten, so dass sie bei maximaler Ausdehnung im August bis zu 13 % des nordfriesischen Wattenmeers bedecken.
Auf den Salzwiesen, die etwa zehn bis 250 Mal im Jahr vom Meerwasser überflutet werden, bilden sich einzelne Zonen, je nachdem, wie stark die Salzbelastung eines einzelnen Abschnitts ist. Insgesamt finden sich etwa 50 Blütenpflanzenarten auf den Salz- und den angrenzenden Brackwiesen. Am niedrigsten und der See am nächsten liegt die Quellerzone, die fast bei jeder Flut überflutet wird, darauf folgt die Andelzone, am höchsten und am nächsten am Land schließlich ist die Rotschwingelzone.
In der Quellerzone sind nur Queller und Schlickgras den stetigen Überflutungen gewachsen. Die Andelzone, die noch bei jeder Springtide und anderen erhöhten Wasserständen erreicht wird, prägt das namensgebende Andelgras ebenso wie salztolerante Arten wie Strand-Aster, Strand-Sode, Gewöhnlicher Strandflieder und Keilmelde. Die Rotschwingelzone, benannt nach dem Salzwiesen-Rot-Schwingel, wird nur noch in seltenen Ausnahmefällen überflutet. Der Artenreichtum vergrößert sich erheblich, besonders prägnante Arten sind Tausendgüldenkräuter (Strand-Tausendgüldenkraut, Kleines Tausendgüldenkraut, Echtes Tausendgüldenkraut), Roter Zahntrost, Strand-Wegerich und Lückensegge.
Auf den Dünen schließlich finden sich auch noch einige Pflanzen, wegen der dortigen Extrembedingungen meist aber nur die artenarme Dünenheide, einzig in regenreichen Dünentälern ähnelt die Besiedlung mit Wollgras, Sonnentau und Lungen-Enzian einem Moor.

### Tiere

#### Säugetiere

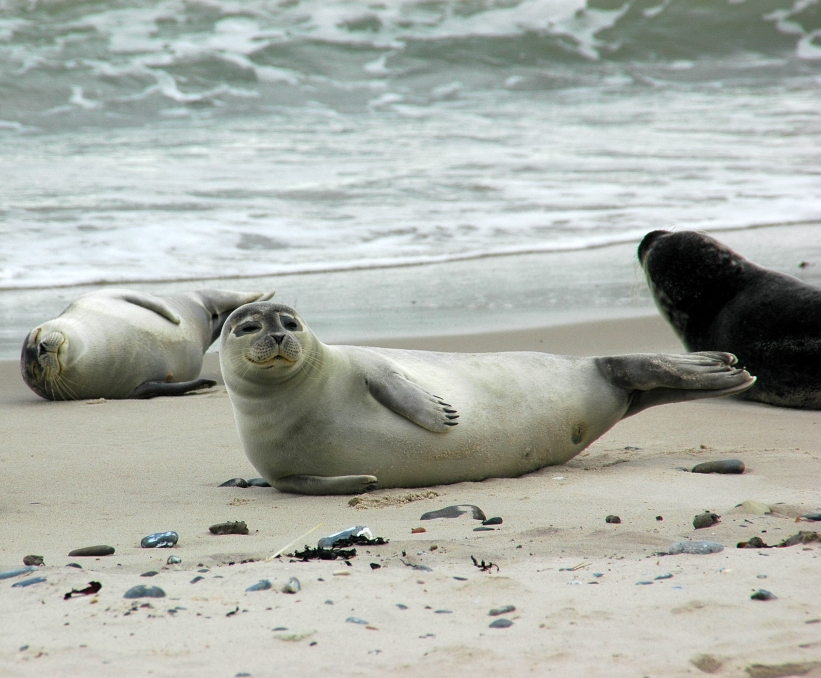
Seehunde stellen in der Ikonographie des Wattenmeers die beliebtesten Motive dar. Sie nutzen es als Ruheraum, auch zur Aufzucht der Jungen. Zur Jagd schwimmen sie auf das offene Meer und wechseln dabei zwischen den Positionen Wattenmeer und Helgoland.

Eine besondere Konzentration auf das Nationalparkgebiet und die seewärtig angrenzenden Gebiete weist der Gewöhnliche Schweinswal auf. Auf den Sandbänken im gesamten Wattenmeer sind Seehunde und in kleinerer Anzahl Kegelrobben zu beobachten. 1988 und 2002 fiel etwa die Hälfte des Bestandes der Seehundstaupe zum Opfer. Nach Zählungen der Nationalparkverwaltung lebten 2017 rund 13.000 Seehunde im Schleswig-Holsteinischen Wattenmeer, etwa ein Drittel davon waren im selben Jahr geboren worden. Bei den Zählungen im August hält sich etwa ein Drittel der Seehunde im Wasser auf, so dass die Zählergebnisse entsprechend korrigiert werden.
Die Kegelrobbenpopulation besteht aus etwa 140 Tieren, die sich vor allem beim Jungnamensand und den Knobsänden vor Amrum aufhalten.

#### Insekten
Insekten kommen im Nationalpark fast nur auf den Salzwiesen vor, die allerdings einer hochspezialisierten Artengemeinschaft als Lebensraum dienen. Etwa die Hälfte aller 2.000 Arten, die in den Salzwiesen des Nationalparks bekannt sind, kommen ausschließlich in natürlichen oder naturnahen Salzwiesen vor. Zum Schutz vor dem Salzwasser verbringen viele Tiere ihr Larvenstadium entweder innerhalb einer Pflanze oder im Boden. Als Nahrung bevorzugen sie Pflanzenteile, die das Salzwasser schon ausgeschieden haben. Relativ bekannte Beispiele dafür sind der Halligflieder-Spitzmaus-Rüsselkäfer oder der Strandwegerichgallrüsselkäfer (Mecinus collaris), die in den jeweiligen Pflanzen leben. Der Prächtige Salzkäfer (Bledius spectabilis) hingegen buddelt sich im Watt in eine Bodenröhre.
Strandflieder dient der Raupe des seltenen Salzwiesen-Kleinspanners (Scopula emutaria) als Futterpflanze, der in Deutschland nur noch im Küstenbereich der Nordseeinseln Amrum und Sylt sicher nachgewiesen werden kann.

#### Vögel

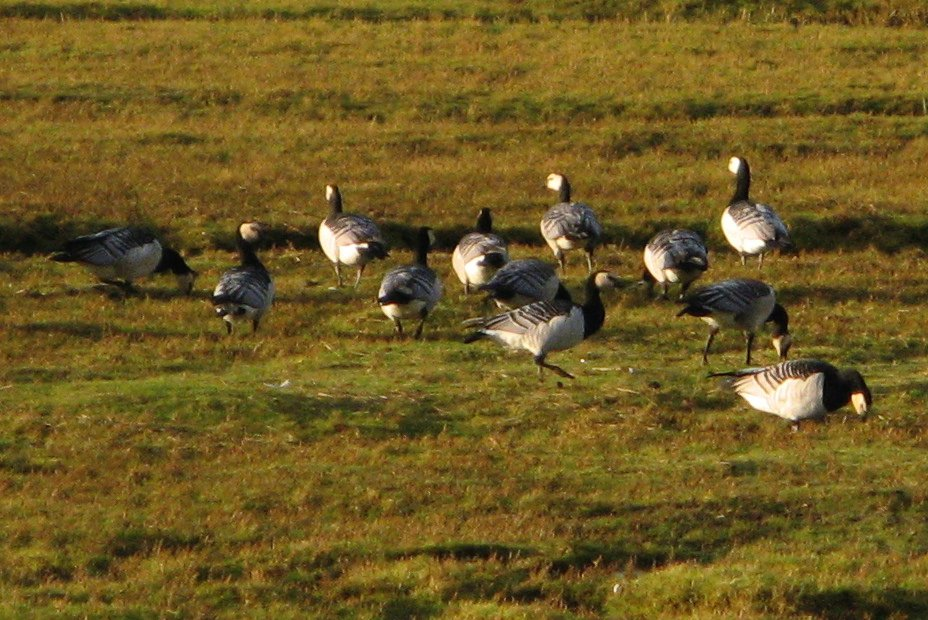
Nonnengänse
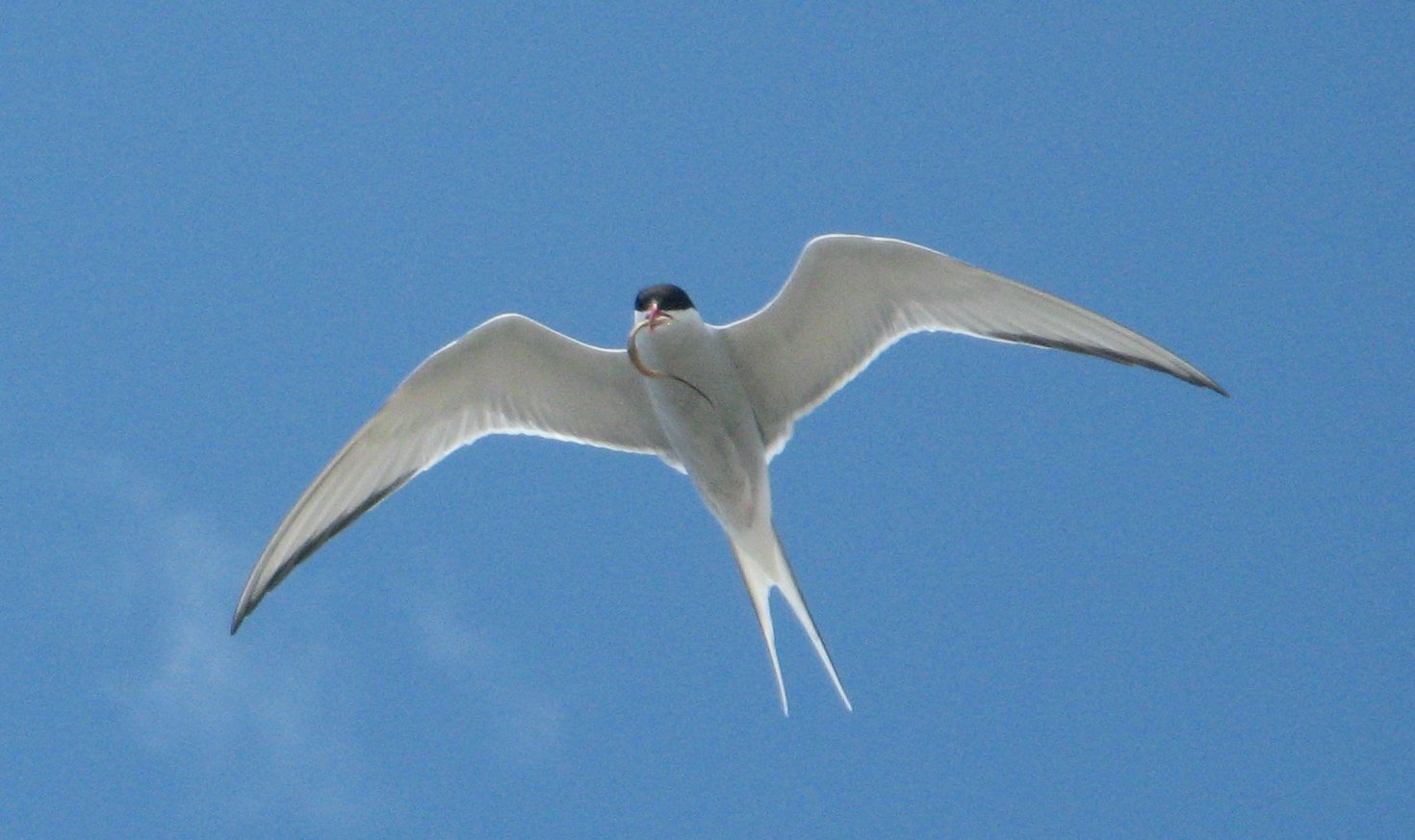
Küstenseeschwalbe
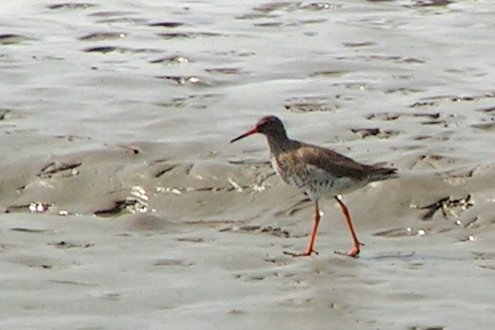
Rotschenkel
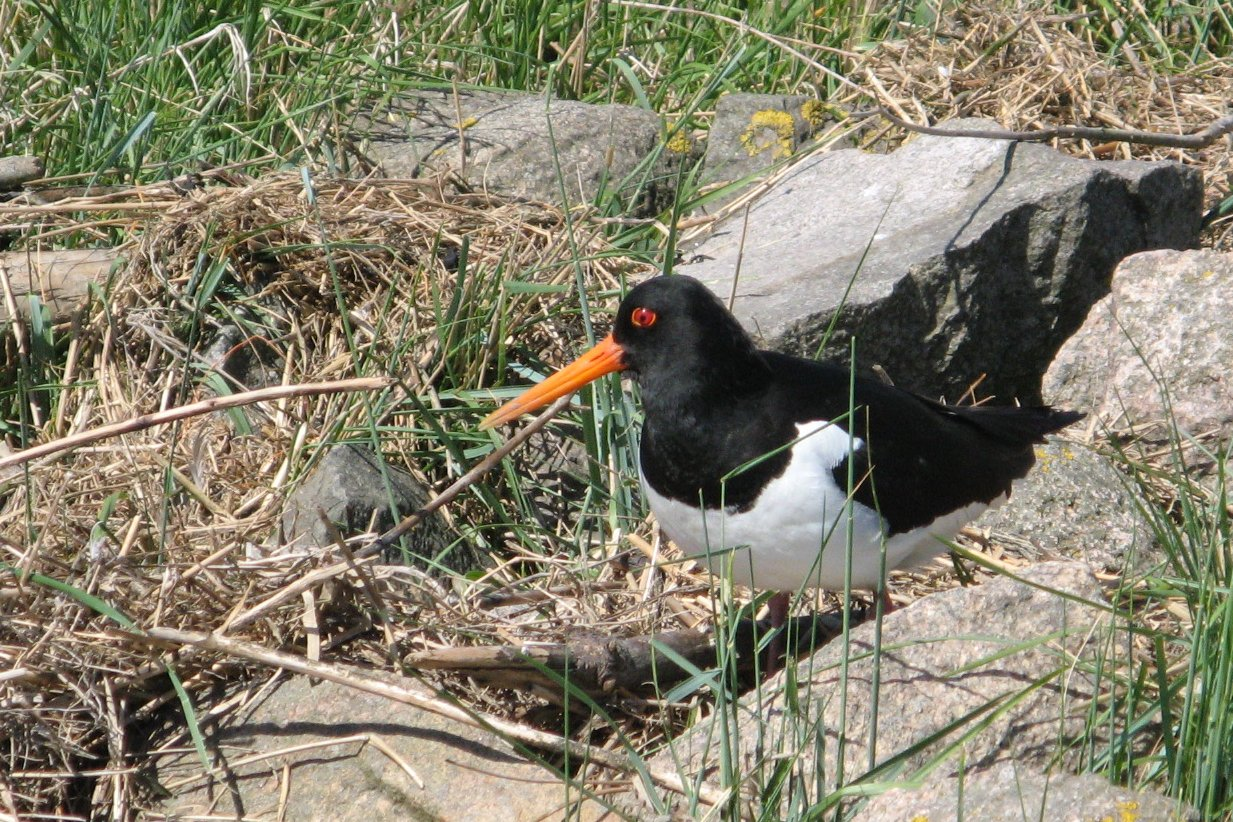
Austernfischer

Die Vogelwelt des Nationalparks ist im Wesentlichen mit der anderer Wattgebiete vergleichbar. Mit zehn Millionen anwesenden Zugvögeln im Frühjahr und Herbst ist das dänisch-deutsch-niederländische Wattenmeer dann das vogelreichste Gebiet Europas. Das nährstoffreiche Gebiet ist regelmäßiger Rastplatz von Zugvögeln auf Atlantikrouten. Da sich das Wattenmeer permanent wandelt und verändert, lassen sich die Effekte des Nationalparks nur schwer abschätzen. Insgesamt nahmen jedoch in den zehn Jahren zwischen 1994 und 2004 nur drei Arten (Löffelreiher, Kormoran und Sandregenpfeifer) zu, während 18 Arten weiter im Bestand verloren. Darunter befinden sich gerade typische Wattenmeerarten mit großer Verbreitung wie Brandgans, Grünschenkel, Großer Brachvogel, Lachmöwe, Heringsmöwe, Austernfischer, Säbelschnäbler oder Ringelgans.
Der Rückgang trifft vor allem typische und vergleichsweise zahlreiche Wattbewohner, möglicherweise weil die Schleppnetzfischerei ihre Nahrungsgrundlage schädigt. Besonders erfolgreich in den letzten Jahren sind Arten, die eigentlich eher im Binnenland zu finden sind. Sie bevorzugen große neu eingedeichte und damit vom Salzwasser weitgehend abgeschnittene Flächen (Beltringharder Koog, Hauke-Haien-Koog, Speicherkoog, Rickelsbüller Koog) als süßwasserreiche Rast- und Brutgebiete. Seit 2000 finden sich auch einige beständige Seeadlerbrutpaare in einigen Gebieten des schleswig-holsteinischen Wattenmeers.
Die etwa 180.000 Vögel zählende nordwesteuropäische Brandgans-Population verbringt ihre Mauserzeit zwischen Juli und September im Wattenmeer, größtenteils auf und um die geschützte Insel Trischen. Damit finden sich dort über 80 % des gesamten nordwesteuropäischen Bestands. Dieses Phänomen der Massenmauser bei der Brandgans ist weltweit einmalig.
Etwa 200.000 Eiderenten verbringen hier ihre Mauserzeit; etwa 1000 Eiderentenpaare nutzen das Watt der Nordsee als Brutgebiet. Die meisten davon brüten auf der Insel Amrum. Große Bestände erreichen die Nonnengänse mit über 60.000 Stück und die Ringelgänse mit 84.000, fast ausschließlich an Halligen und Inseln. Bei der Nonnengans lässt sich zusätzlich feststellen, dass sie ihre Aufenthaltsdauer im Wattenmeer stetig ausbaut. Vor den nordfriesischen Inseln, bei Wassertiefen zwischen zwei und zehn Metern, erreichen Trauerenten international bedeutsame Bestände.

#### Fische, Muscheln, Krebstiere

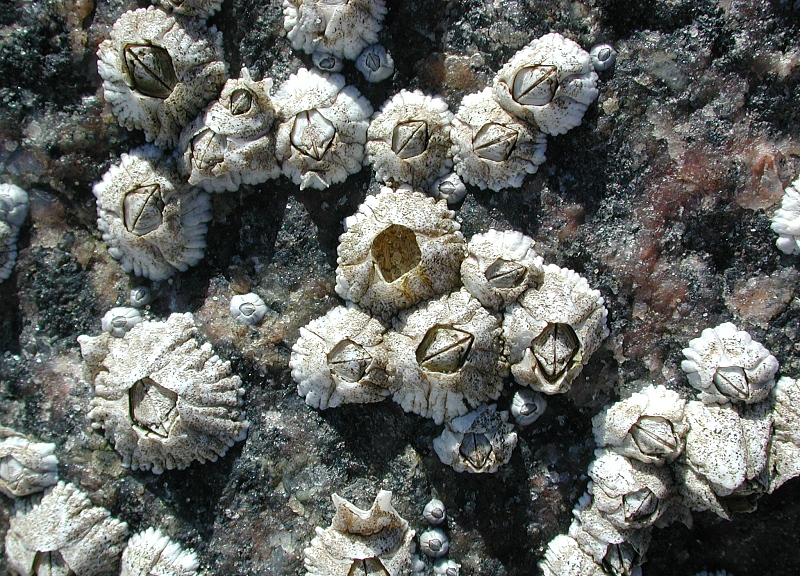
Seepocken (vor Sylt)

Zu den typischen Muscheln des Wattenmeers zählen die Herzmuschel und die Miesmuschel. Während Herzmuscheln fast allgegenwärtig sind, sind wild wachsende Miesmuscheln weit weniger häufig als im südlicheren Wattenmeer und leiden zunehmend unter der Verbreitung der Pazifischen Auster, die wiederum von den wärmeren Wintern profitiert. Ebenso prägen diverse Neobiota das Bild. Die Sandklaffmuschel brachten vermutlich die Wikinger mit aus Amerika, die Amerikanische Bohrmuschel kam Ende des 19. Jahrhunderts, die Amerikanische Scheidenmuschel 1976.
Unter den Krebstieren hat insbesondere die Strandkrabbe große Bedeutung, die allein etwa zehn Prozent der Biomasse im Wattenmeer verzehrt. Zahlreich sind ebenso die Nordseegarnele und die Seepocke. Das neben dem Seehund wohl bekannteste Tier des Wattengebiets ist der Wattwurm. Ganz im Watt heimisch sind nur kleine Fischarten wie Aalmutter, Sandgrundel (Pomatoschistus minutus) und Seeskorpion. Zahlreiche andere Arten nutzen das sauerstoff- und nahrungsreiche und vor Raubfischen geschützte Wattenmeer als Laichgrund. Insbesondere sind hier Plattfische wie Schollen wichtig, aber beispielsweise auch Gewöhnliche Hornhechte (Belone belone), die in den Küstengewässern des Ostatlantiks aktiv sind.

## Der Nationalpark

### Geschichte

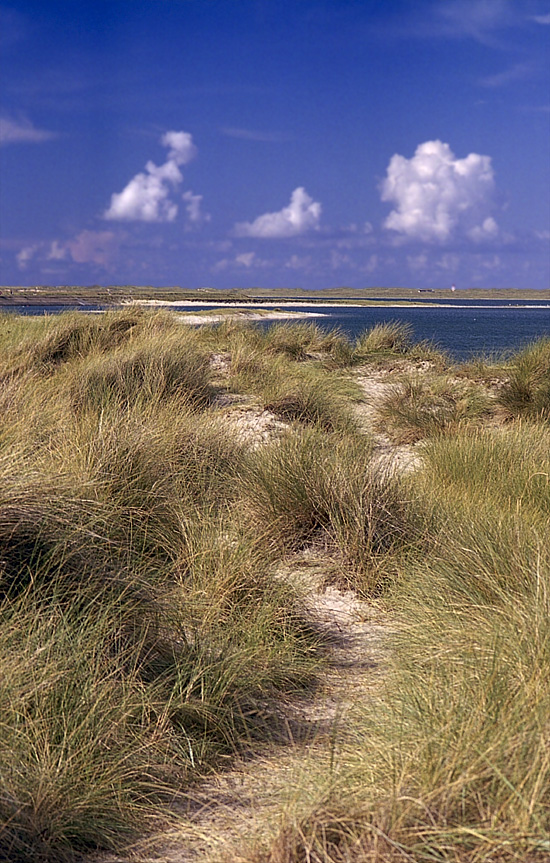
Sylt-Nord ist zusammen mit dem Morsum-Kliff seit 1923 das älteste Naturschutzgebiet Schleswig-Holsteins und ein früher Vorläufer des Naturschutzes im Wattenmeer

Das Schleswig-Holsteinische Wattenmeer war schon vergleichsweise früh Ziel des Naturschutzes. Einzelne Naturschutzgebiete im Gebiet gibt es seit den 1920er Jahren, erste Pläne, das gesamte Wattenmeer zu schützen, seit den 1960er Jahren. Trotzdem verlief die Auszeichnung als Nationalpark 1985 und die Erweiterung 1999 nur unter erheblichen politischen Auseinandersetzungen, die bis hin zu Eierwürfen auf den zuständigen Minister und eine Krabbenkutter-Demonstration in der Kieler Förde führten.

#### Vorgeschichte
Naturschutzbestrebungen im Wattenmeer gibt es bereits seit der ersten Hälfte des 20. Jahrhunderts. So befinden sich die beiden 1923 gegründeten ältesten Naturschutzgebiete Schleswig-Holsteins, Sylt-Nord und Morsum-Kliff, auf der Insel Sylt im Wattenmeer. Bis 1940 gab es in Nordfriesland und da vor allem in der Nähe der Wattgebiete elf Naturschutzgebiete. Auch heute noch hat der Kreis selbst ohne den Nationalpark die meisten Naturschutzgebiete mit der größten Fläche in Schleswig-Holstein. Seit 1927 siedelt ein Vogelwärter des Bunds für Vogelschutz (heute NABU) auf Trischen, seit 1937 ist das Wattgebiet nördlich des Hindenburgdamms ein Naturschutzgebiet.
Konzentrierte sich Naturschutz im Wattenmeer lange auf einzelne Arten und nahm dabei insbesondere der Vogelschutz eine wichtige Rolle ein, setzte sich im Laufe der Zeit ein umfassenderer Ansatz hin zum Biotopschutz durch. Erste Forderungen, das Wattenmeer insgesamt zu schützen, gab es seit den 1960er Jahren. 1963 erhob die Schutzstation Wattenmeer die Forderung nach einem „Großschutzgebiet Halligmeer“, der Landesjagdverband verwendete 1972, zwei Jahre nach der Gründung des Nationalparks Bayerischer Wald, erstmals den Begriff Nationalpark in Bezug auf das Wattenmeer. 1973 legte das Landwirtschaftsministerium unter Ernst Engelbrecht-Greve (CDU) einen Gesetzentwurf vor, zog ihn aufgrund vehementen Widerstands in den betroffenen Regionen aber schon 1974 wieder zurück. Im selben Jahr wurde jedoch das Naturschutzgebiet Nordfriesisches Wattenmeer eingerichtet. Ab 1975 gab es die ersten internationalen wissenschaftlichen Konferenzen zum Schutz des Wattenmeers, die erste trilaterale Regierungskonferenz mit deutschen, niederländischen und dänischen Teilnehmern fand 1978 statt. 1982 verfassten die Regierungen der angrenzenden Länder in Den Haag die „Gemeinsame Erklärung zum Schutz des Wattenmeers“. Im selben Jahr wurde das NSG Nordfriesisches Wattenmeer erweitert und umfasste nunmehr 136.570 Hektar, nach anderen Angaben 139.880 Hektar.
Nachdem sich Ministerpräsident Gerhard Stoltenberg (CDU) nach dem ersten gescheiterten Versuch nicht wieder an das Nationalparkthema herangetraut hatte, begann das Kabinett Uwe Barschel (CDU) mit Landwirtschaftsminister Günter Flessner (CDU) noch im Jahr des Amtsantritts 1982 mit einem erneuten Vorstoß. Wieder brandete entschiedener Widerstand an der Westküste auf, Dithmarscher und Friesen beschworen ihren jahrhundertealten Freiheitsdrang und Widerstand gegen ein Eingreifen von außen in ihre Gebiete. Diesmal ließ sich die Regierung jedoch nicht genügend beeindrucken.

#### Erstes Nationalparkgesetz 1985

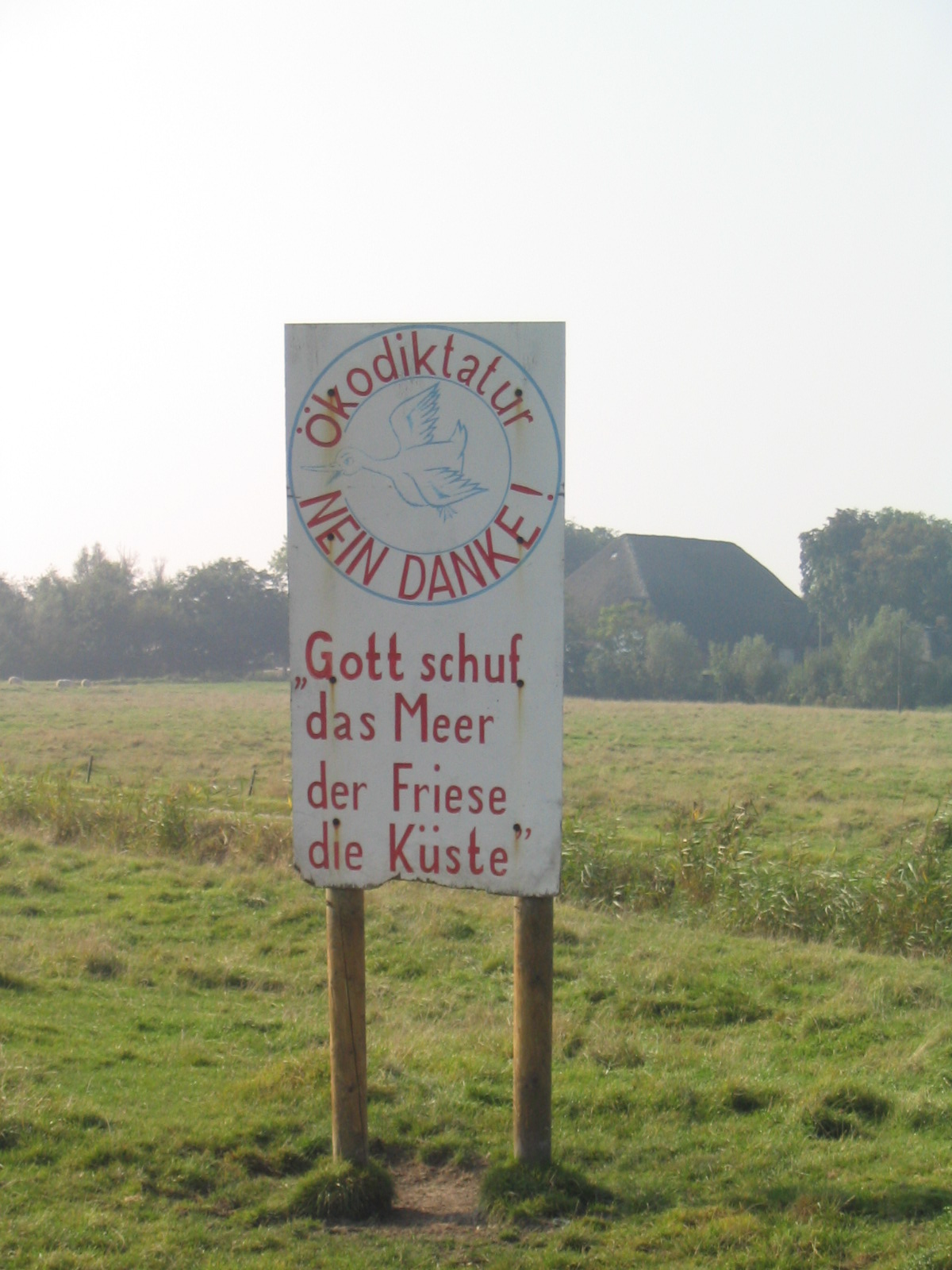
Gelegentlich finden sich noch alte Zeichen des Protestes gegen den Nationalpark

Die damalige CDU-Regierung gründete den Nationalpark Schleswig-Holsteinisches Wattenmeer als dritten Nationalpark in Deutschland. Er folgte damit dem Bayerischen Wald und dem Nationalpark Berchtesgaden.
Schließlich verabschiedete der Landtag Schleswig-Holstein im Juli 1985 das Nationalparkgesetz, das einen 272.000 ha großen Nationalpark mit drei verschiedenen Schutzzonen vorsah. Er begann im Wattenmeer 150 Meter vor der Küstenlinie und reichte bis zu einer Tiefenlinie von fünf bis zehn Meter Wassertiefe. Am 1. Oktober 1985 trat das Gesetz in Kraft. Die 150 Meter breiten Streifen an den Küsten gehören weiterhin zum NSG Nordfriesisches Wattenmeer, das ansonsten im Nationalparkgebiet aufging.
1986 zogen Niedersachsen und 1990 Hamburg nach. Dänisches und Niederländisches Wattenmeer unterliegen anderen Schutzmaßnahmen des Naturschutzes, im Oktober 2010 wurde allerdings auch das dänische Wattenmeer Nationalpark.
Im Nationalparkgesetz heißt es:
Die Errichtung des Nationalparks dient dem Schutz des schleswig-holsteinischen Wattenmeeres und der Bewahrung seiner besonderen Eigenart, Schönheit und Ursprünglichkeit. Seine artenreiche Pflanzen- und Tierwelt ist zu erhalten und der möglichst ungestörte Ablauf der Naturvorgänge zu sichern. Jegliche Nutzungsinteressen sind mit dem Schutzzweck im Allgemeinen und im Einzelfall gerecht abzuwägen.
Insbesondere die Menschen vor Ort fühlten sich übergangen – das Wattenmeer war in seiner heutigen Form erst in Jahrhunderten durch die Menschen vor Ort geschaffen worden, bei denen sich dadurch eine besonders ausgeprägte Einstellung der Unabhängigkeit und Eigenständigkeit entwickelt hatte. Dass der Nationalpark direkt vom „fernen Kiel“ aus verwaltet werden sollte, empfanden sie als Fremdbestimmung durch Politiker, die weder direkte Erfahrung mit der Landwirtschaft vor Ort, der Fischerei und auch nicht mit der Gefahr der Sturmfluten hatten.
Aber auch die Opposition und die Naturschutzverbände standen dem neuen Nationalpark eher skeptisch gegenüber. Sie empfanden die Regelungen als nicht weitgehend genug und hatten Sorge, dass die zusätzlichen Touristen, die der Nationalpark anlocken sollte, mehr zerstören würden als der Park in dieser Form selbst schützen könnte.

#### Synthesebericht, Diskussion und Proteste

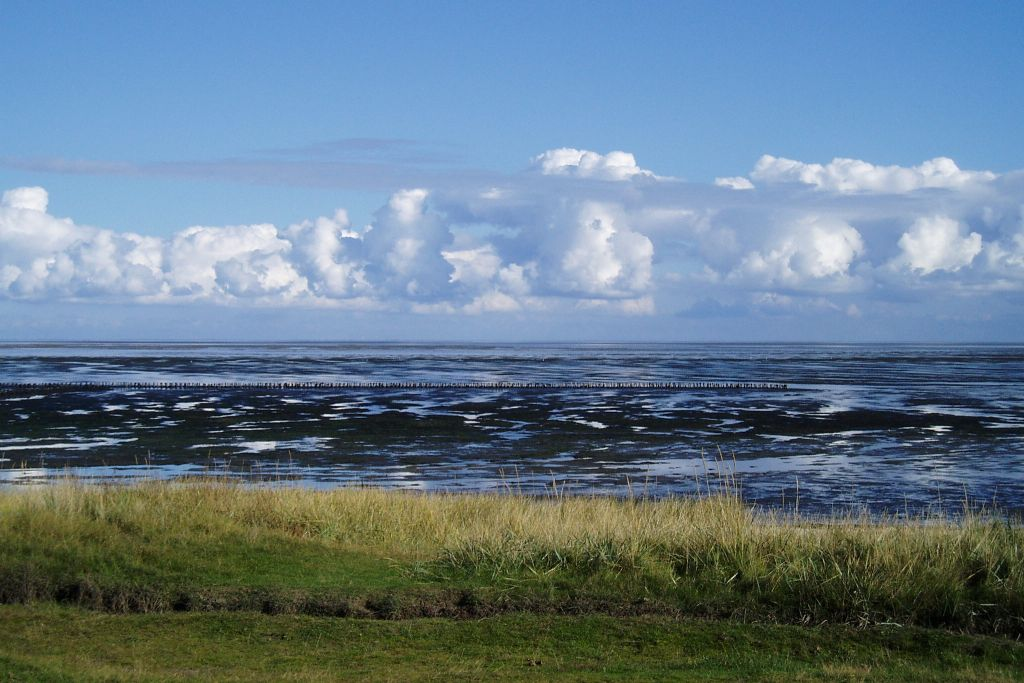
Mit dem Versuch, das Wattenmeer östlich von Keitum/Sylt zur Nullnutzungszone zu erklären, konnten sich die Naturschützer nicht gegen die Fischer durchsetzen.

Das zweite Nationalparkgesetz ging im Ursprung auf den etwa 800 Seiten starken „Synthesebericht/Ökosystemforschung Wattenmeer – Grundlagen für einen Nationalparkplan“ von 1996 zurück. Die Landesregierung ließ Wissenschaftler erst sieben Jahre lang ein umfangreiches Monitoring des bisherigen Nationalparks durchführen und auf diesen Ergebnissen basierend verschiedene Vorschläge für Änderungen im Nationalparkgesetz erarbeiten und im Bericht zusammenstellen. Dieser vom Umweltminister Berndt Heydemann (parteilos) initiierte Bericht, wurde etwa zwei Jahre lang in über 200 Versammlungen vor Ort und bei 15 Sitzungen der Nationalparkkuratorien besprochen.
Daraus folgend gaben das Kuratorium und die angrenzenden Landkreise 1998 umfangreiche Stellungnahmen ab. Das Landeskabinett diskutierte den Bericht offiziell erstmals Ende 1998, Mitte 1999 begann der Landtag mit den Lesungen des Gesetzes, um es am 31. Oktober 1999 zu verabschieden. Aufgrund kleinerer Nachbesserungen trat es am 29. Dezember 1999 in Kraft.
Der Synthesebericht sah unter anderem vor, die Fläche des Parks von 273.000 auf 349.000 ha zu erweitern. Das Lister Tief (bei Sylt, nördlich des Hindenburgdamms) und das Wesselburener Loch (nahe der Eidermündung) sollten als Nullnutzungszonen ausgewiesen werden. Im südlichen Dithmarscher Wattenmeer sollte während der Mauser der Brandgans von Juli bis September jegliche Sportschifffahrt untersagt werden.
Während sich im politisch-repräsentativen Raum insbesondere der nordfriesische Landrat Olaf Bastian (CDU) als entschiedener Gegner einer Nationalparkausweitung aufstellte und eine Verwaltung durch die Landkreise forderte, fanden auch im breiteren Rahmen Proteste an der Westküste statt. In Büsum protestierten 1.000 Menschen, besonders prononciert Deichschäfer und Krabbenfischer. Am 26. August 1999 fuhren letztere mit 143 Krabbenkuttern im Konvoi durch den Nord-Ostsee-Kanal bis vor Kiel, um während einer Gesetzeslesung vor dem an der Kieler Förde gelegene Landtag zu protestieren. Bei einer Veranstaltung in Tönning bewarfen Einwohner den mittlerweile ins Amt gekommenen Grünen-Umweltminister Rainder Steenblock mit Eiern. Im November 1999, kurz vor der Verabschiedung des Gesetzes, brannten 160 Mahnfeuer an der gesamten Westküste des Bundeslandes.
Proteste gab es dabei insbesondere um Zahl und Größe der Nullnutzungszonen, in denen auch nicht gefischt werden dürfte, und die landseitige Grenze des Parks. Diese sollte vom 150-Meter-Streifen direkt an die Außenkante der Deiche heranrücken, so dass beispielsweise Salzwiesen und vor allem Badestrände auch Teil des Parks geworden wären.

#### Zweites Nationalparkgesetz 1999

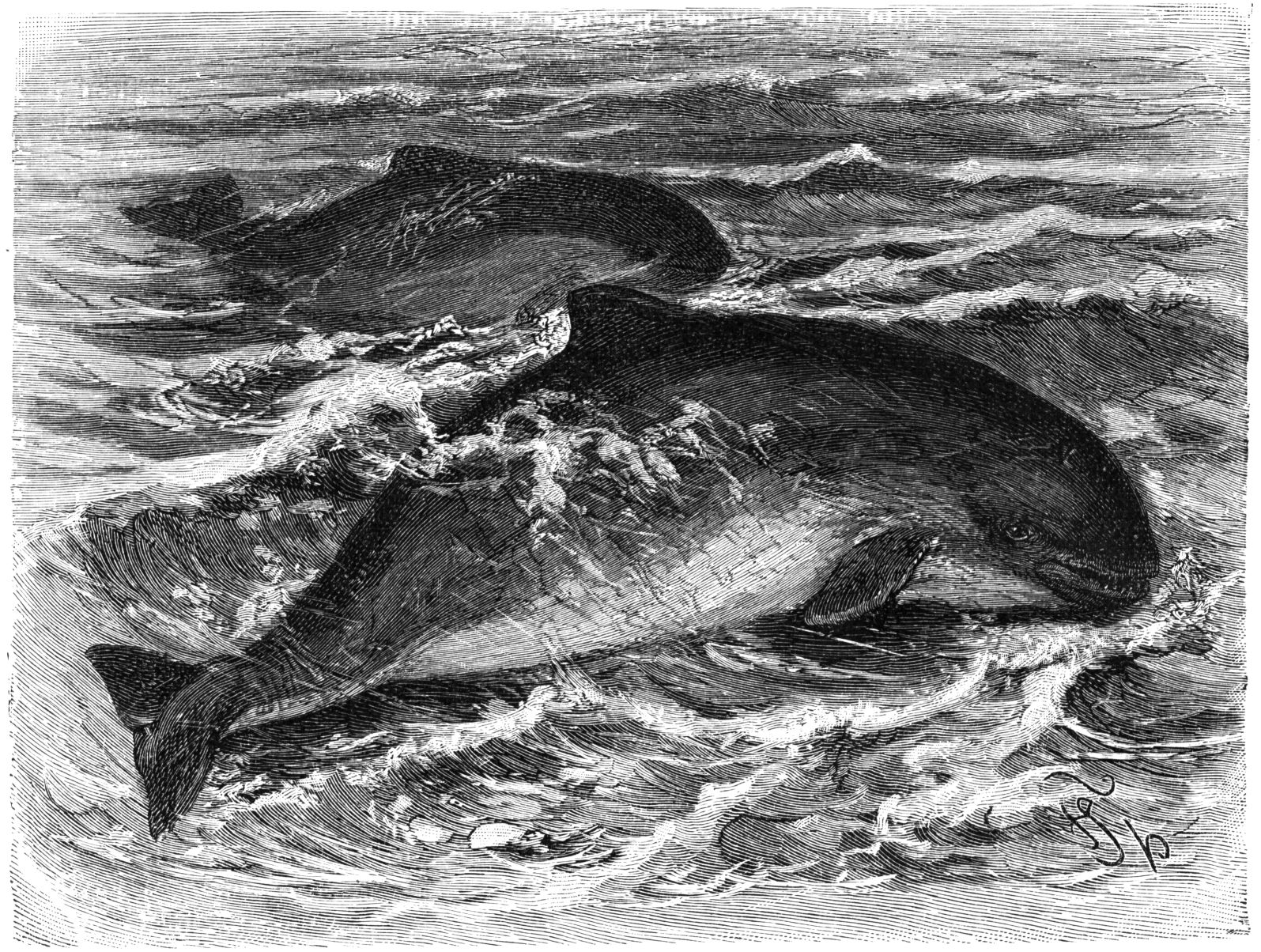
Das Zweite Nationalparkgesetz schuf unter anderem ein sogenanntes Walschutzgebiet zum Schutz des Gewöhnlichen Schweinswals

Schließlich änderte der Landtag Schleswig-Holstein das Gesetz am 17. Dezember 1999 umfassend. Das Parlament weitete den Schutzzweck vom möglichst ungestörten Ablauf der Naturvorgänge aus, der Nationalpark soll nun als Lebensstätte der dort natürlich vorkommenden Tier- und Pflanzenarten dienen um diese Arten und die in den Lebensstätten bestehenden Lebensbeziehungen zu erhalten. Trotzdem gilt weiter ein Vorrang des Küstenschutzes vor dem Naturschutz; der Nationalpark soll nicht die Interessen und herkömmlichen Nutzungen der Bewohner beeinträchtigen und explizit positive Rückwirkungen auf den Tourismus und das Ansehen der Region haben.
Das Gesetz weitete die Nationalparkfläche fast ausschließlich in Richtung Meer aus. Die Landgrenze blieb bis auf einen Bereich in der Gemeinde St. Peter-Ording entgegen ersten Planungen 150 Meter vom Deich entfernt. Es führte eine Nullnutzungszone ein, die allerdings südlich des Hindenburgdamms liegt – kaum von Fischern genutzt, aber auch ökologisch weniger wertvoll als Lister Tief oder Wesselburener Loch. Dafür führte das Gesetz das Walschutzgebiet ein, verbot die Jagd im Park endgültig, ebenso wie es die Muschelfischerei einschränkte. Das Gesetz vergrößerte die Schutzzone 1 erheblich, vor allem um die Flächen der Wattstromgebiete, und vereinfachte das Zonensystem, in dem es die Schutzzone 3 abschaffte. Nebenerwerbsfischerei war nun auch in Zone 1 erlaubt. Sportbootfahrer und Fischer hatten sich bereits vor dem Gesetz mit der Landesregierung geeinigt, die Mausergebiete der Brandgans zu meiden. Ebenso sah das Gesetz eine Geschwindigkeitsbegrenzung für Schiffe und Boote im gesamten Nationalpark vor.
Das Gesetz bewirkte zahlreiche Plattformen, Arbeitskreise und kooperative Projekte, um einerseits die Bevölkerung und die Nutzer vor Ort besser einzubinden, zum anderen aber auch, um die Kritik in nicht-öffentliche Kanäle zu leiten, so dass die öffentliche Auseinandersetzung um den Park seit 1999 bedeutend zurückgegangen ist.

### Verwaltung

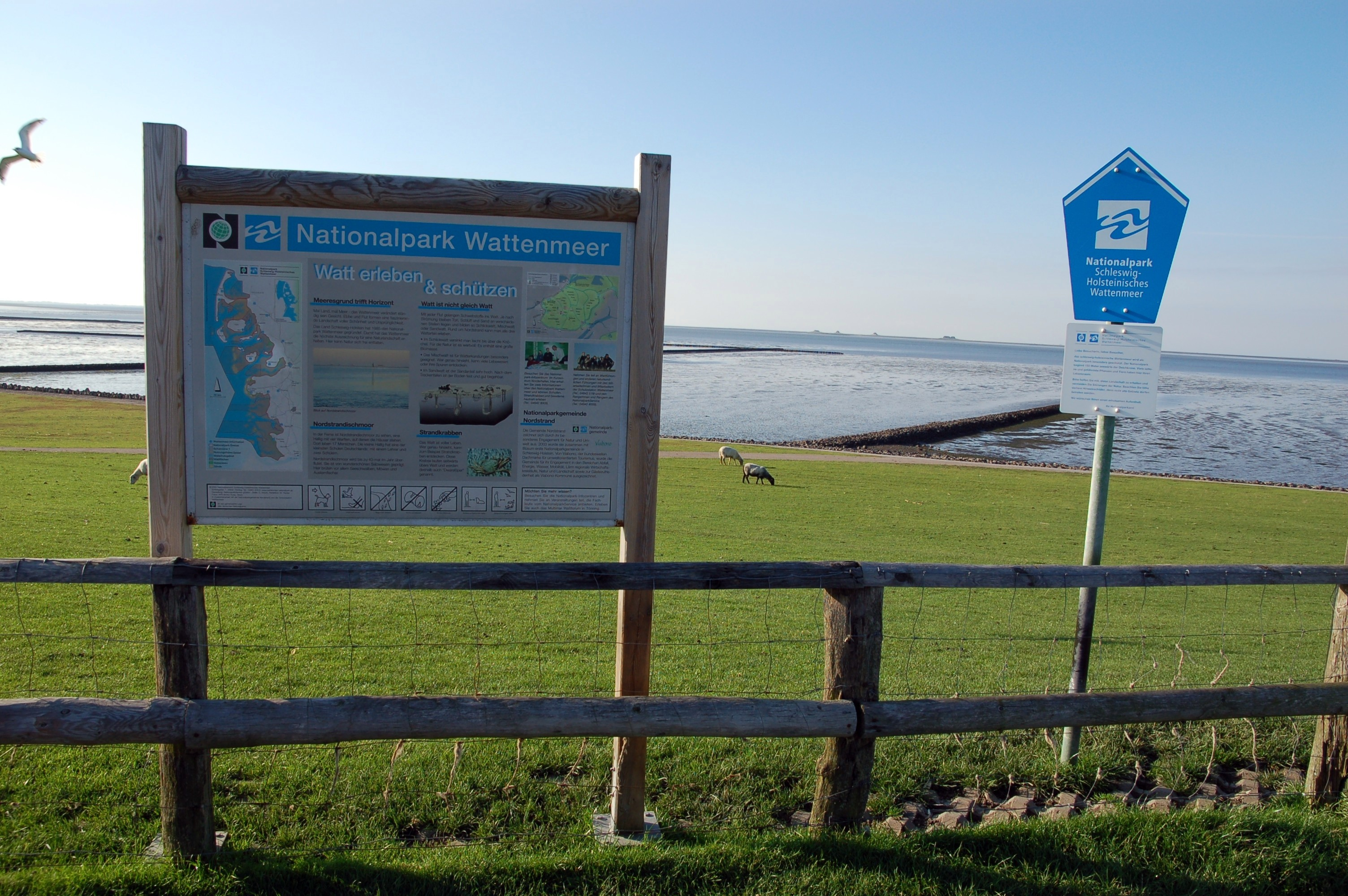
Zu den Aufgaben der Nationalparkverwaltung gehört unter anderem die Information der Öffentlichkeit

Die Nationalparkverwaltung ist die zuständige Naturschutzbehörde für den Nationalpark Schleswig-Holsteinisches Wattenmeer. Der Sitz der Nationalparkverwaltung befindet sich seit der Nationalparkgründung in Tönning. Zu den Aufgaben der Nationalparkverwaltung gehören gemäß dem Nationalparkgesetz insbesondere 1. das Betreiben der Öffentlichkeitsarbeit in und über den Nationalpark sowie deren Besucherlenkung, 2. die Durchführung und Koordinierung eines ökologischen Monitorings sowie die wissenschaftlichen Grundlagen für die weitere Naturschutzplanung des Nationalparks zu schaffen und 3. die Betreuung des Nationalparks durch anerkannte Naturschutzbände zu regeln.
Die Verwaltung des Nationalparks erfolgte bis 2007 durch das Nationalparkamt in Tönning, das direkt dem Schleswig-Holsteinischen Ministerium für Natur, Umwelt und Landesentwicklung unterstellt war. Seit dem 1. Januar 2008 ist die Nationalparkverwaltung Teil des neu gegründeten Landesbetriebs für Küstenschutz, Nationalpark und Meeresschutz Schleswig-Holstein mit Sitz in Husum. Damit sollen die überlappenden Aufgabengebiete des Küstenschutzes, den vorher das Amt für Ländliche Räume (ALR) betreute, und des Nationalparks in einer Behörde koordiniert werden. Leiter des Geschäftsbereichs 3, Nationalpark und Meeresschutz, beim LKN ist Michael Kruse.
Hoffnungen, insbesondere wieder vom damaligen Landrat Bastian, den Nationalpark endlich zu kommunalisieren und damit direkt dem Einfluss der Menschen vor Ort zu öffnen, traten Naturschutzverbände, andere Parteien und letztlich auch Landwirtschafts- und Umweltminister Christian von Boetticher (CDU) entgegen.
Obwohl der Nationalpark regional auf die beiden Landkreise Dithmarschen und Nordfriesland begrenzt ist und es 69 Anrainergemeinden zum Nationalpark gibt, begründet das Land Schleswig-Holstein seine Zuständigkeit mit der hohen Effizienz, einer einheitlichen Verwaltungspraxis und dem möglichst klein zu haltenden Einfluss lokaler Sonderinteressen in der Verwaltung. Des Weiteren handelt es sich bei dem Großteil der Nationalparkfläche um gemeindefreies Gebiet, für die die Anrainergemeinden keine Verwaltungszuständigkeit besitzen. Die Landkreise und Gemeinden sind jedoch weiter über beratende Kuratorien eingebunden. Größeren Einfluss haben die Kreise auf die Inseln und Halligen sowie den 150 Meter breiten Küstenstreifen, die nicht zum Nationalpark gehören, ihn aber trotzdem stark beeinflussen.
99,9 % des Nationalparkgebiets befindet sich in öffentlichem Eigentum. Davon wiederum befinden sich 99 % im Eigentum der Bundesrepublik Deutschland, der Rest ist Eigentum des Landes Schleswig-Holstein.
Die Nationalparkverwaltung hat 85 Mitarbeiter, zum Teil in Teilzeit, und verfügt über einen Jahresetat von etwa sieben Millionen Euro. Mit Eingliederung der Nationalparkverwaltung in den Landesbetrieb Küstenschutz, Nationalpark und Meeresschutz wurde 2008 der NationalparkService wieder der Nationalparkverwaltung zugeordnet. Somit stehen alle den Nationalpark betreffenden Arbeitsbereiche unter einer Verantwortung.
Daneben bemüht sich die Nationalparkverwaltung Konflikte zu entschärfen und effizienter zu arbeiten, indem sie Abkommen mit Nutzergruppen und Betroffenen abschließt, um die Details der Nationalparknutzung zu regeln. Sie handelt Verträge mit Fischern, dem Sportbootverband, den Wattführern, Betreibern von Ausflugsschiffen, aber auch einzelnen Gemeinden wie Sankt Peter-Ording, Westerhever oder der Hamburger Hallig aus.

### Andere Schutzmaßnahmen
Seit 1987 haben die dänische, deutsche und niederländische Regierung ein gemeinsames Wattenmeersekretariat (Common Wadden Sea Secretariat – CWSS) in Wilhelmshaven, das die Schutzmaßnahmen koordinieren soll. Seit 1990 besitzen die Nationalpark-Flächen und fünf im Nationalpark gelegene Halligen zusätzlich den Status eines Biosphärenreservates (Biosphärenreservat Schleswig-Holsteinisches Wattenmeer). Die Wasserstraßen im Gebiet unterliegen Bundesrecht. Das aktuelle Gesetz zum Wasserverkehr im Wattenmeer stammt aus dem Jahr 1997, es regelt unter anderem Geschwindigkeitsbegrenzungen und die zeitweilige Sperrung ganzer Seegebiete.
International unterliegt der gesamte Nationalpark der internationalen Ramsar-Konvention zum Schutz von Feuchtgebieten. Seit 2002 ist das Gebiet ebenfalls als Particularly Sensitive Sea Area (PSSA) ausgezeichnet. Das Gebiet unterliegt einem trilateralen Sonderabkommen zum Schutz der Seehunde und zum Schutz von Kleinwalen (ASCOBANS), sowie dem Abkommen zur Erhaltung der afrikanisch-eurasischen wandernden Wasservögel (AEWA). Das Gebiet ist als spezielle Schutzzone im Sinne der Vogelschutzrichtlinie der Europäischen Gemeinschaft (79/409/EWG) ausgewiesen ebenso wie als Schutzgebiet im Sinne der Fauna-Flora-Habitat-Richtlinie und somit Teil des europaweiten kohärenten Schutzgebietsnetzes Natura 2000. Im Rahmen der Richtlinie 2008/56/EG (Meeresstrategie-Rahmenrichtlinie), der für den überwiegenden Teil des Nationalparks-Wattenmeer Anwendung findet, muss der ökologische Zustand des Wattenmeers erhalten und verbessert werden. Im Sinne der Wasserrahmenrichtlinie gehört der Nationalpark zum Teil zur Flussgebietseinheit (FGE) Eider, ein weiterer Teil in der Elbmündung gehört zur FGE Elbe. Die Seehunde sollen durch das 1991 in Kraft getretene Abkommen zur Erhaltung der Seehunde im Wattenmeer geschützt werden.
Das Gebiet des schleswig-holsteinischen Wattenmeers ist seit dem 26. Juni 2009 zusammen mit dem niederländischen und niedersächsischen Wattenmeer als Weltnaturerbe der UNESCO anerkannt. Das benachbarte hamburgische Wattenmeer erhielt seine Anerkennung als UNESCO-Welterbe im Sommer 2011, der dänische Nationalpark Vadehavet 2014.

## Menschliche Nutzung

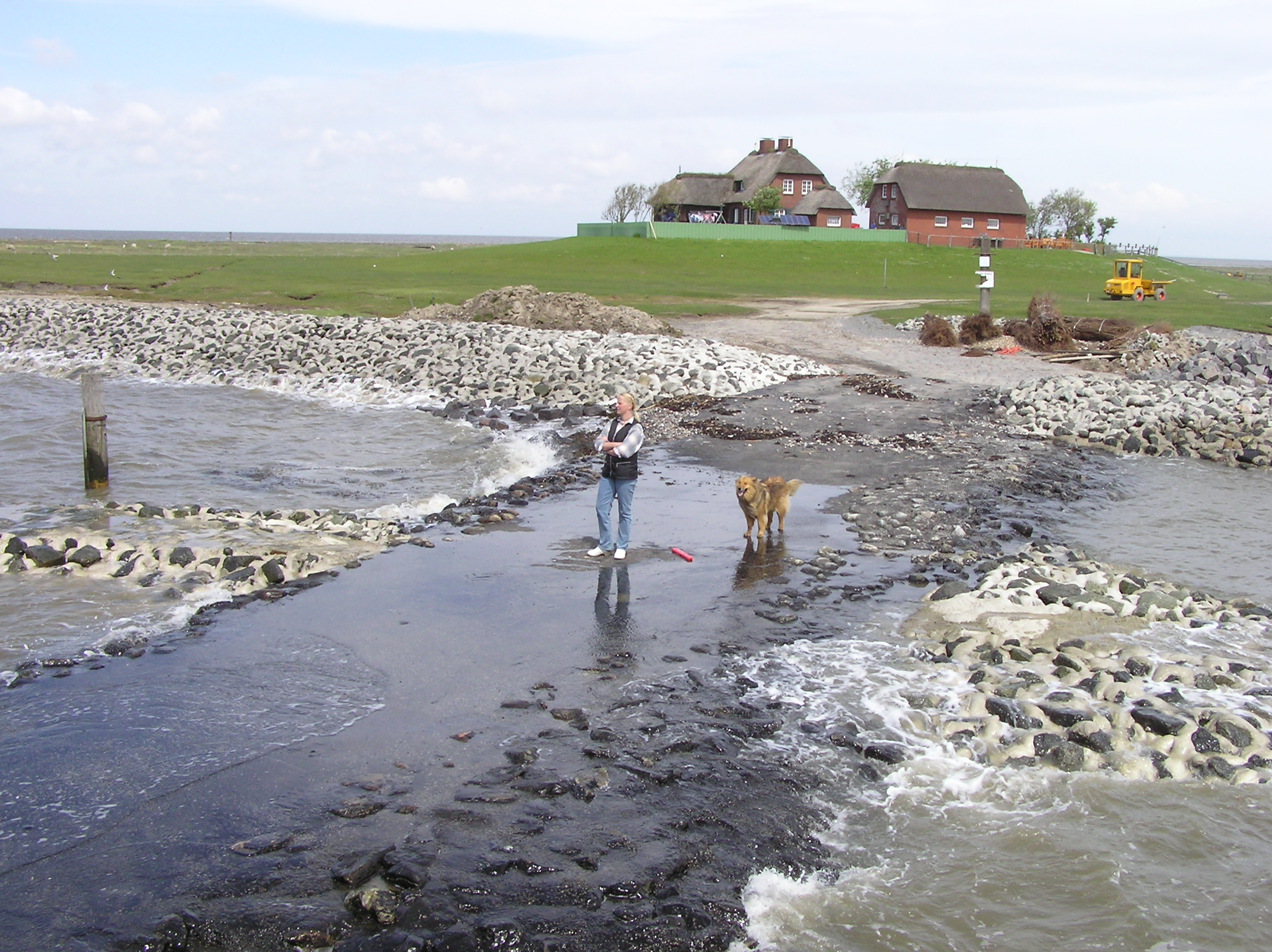
Auf Südfall leben im Sommer zwei der insgesamt fünf Bewohner des Nationalparks. In den direkt angrenzenden Gemeinden sind dies allerdings 290.000 Einwohner, zusätzlich kommen knapp 15 Millionen Touristen.

Im Nationalpark leben zwei Menschen auf der Hallig Süderoog ganzjährig sowie drei Menschen zusätzlich im Sommer (einer auf Trischen, zwei auf Südfall). An den Nationalpark grenzen 70 Gemeinden mit etwa 290.000 Einwohnern, dazu kommen jährlich knapp 15 Millionen Touristen.
Das Gebiet des Parks dient dem Fremdenverkehr, der Fischerei, der Erdölförderung, dem Küstenschutz, der Beweidung, dem Schiffsverkehr, dem Flugverkehr, der Kies- und Sand-Entnahme, der Muschelzucht und wird gelegentlich für militärische Waffenerprobungen genutzt. Der größte Teil dieser Nutzungen erfolgt jedoch unmittelbar an der Küste, so dass die seewärtigen Teile des Nationalparks dem Schutzziel der freien, vom Menschen unbeeinflussten Entwicklung weitgehend folgen können.
Seit der Novellierung des Nationalparkgesetzes von 1999 dienen vor allem freiwillige Vereinbarungen zwischen Nationalparkverwaltung und Nutzergruppen dazu, die menschliche Nutzung einzuschränken. Der im Gesetz enthaltene Abwägungsparagraph hat die Akzeptanz des Parks vor Ort stark erhöht. Bestimmte Nutzungen, die kaum Beeinträchtigungen mit sich bringen, sind seit 1987 wieder zugelassen, dazu gehört unter anderem das Sammeln von Wattwürmern durch Angler, das Pflücken kleiner Blumensträuße nicht geschützter Arten und die Entnahme kleiner Mengen von Pflanzen und Tieren für Forschung und Bildung, beispielsweise bei Wattwanderungen.

### Akzeptanz bei Bevölkerung und Touristen
Regelmäßige Umfragen, die besonders im Rahmen des Sozio-ökonomischen Monitorings (SÖM Watt) der Nationalparkverwaltung in Auftrag gegeben werden, zeigen, dass Touristen an der Nordseeküste nicht nur ähnlich gut über den Nationalpark informiert sind wie die Einheimischen selbst, sondern ihm auch generell positiv gegenüberstehen. Nach dem Bayerischen Wald landet der Nationalpark Wattenmeer bei einer repräsentativen bundesweiten Umfrage zur Bekanntheit der Nationalparks Deutschlands an zweiter Stelle, allerdings unterscheiden bei der ungestützen Abfrage nur wenige Menschen zwischen den drei einzelnen Wattenmeer-Nationalparks (Schleswig-Holstein, Hamburg, Niedersachsen), die in der öffentlichen Wahrnehmung ein einziges Schutzgebiet darstellen.
Umfragen ergaben aber auch unter Einheimischen hohe generelle Zustimmungsraten zum Nationalpark. So würden laut dem SÖM-Bericht aus dem Jahr 2017 insgesamt 85 % der Bewohner Dithmarschens und Nordfrieslands bei einer Volksabstimmung für den Fortbestand des Nationalparks stimmen. Das positive Votum der jährlich durchgeführten Umfrage liegt seit dem Jahre 2009 ausnahmslos über 80 %. 10 % der Befragten würden einem Fortbestand unter bestimmten Bedingungen zustimmen. Die wenigen negativ eingestellten Teilnehmer der Umfrage (nur 2 % würden sicher gegen den Fortbestand des Nationalparks stimmen) fürchten weitere Einschränkungen, zum Beispiel im Bereich der Fischerei, Wassersportaktivitäten oder der Zugänglichkeit des Schutzgebietes. Der Großteil der Befragten allerdings bringt für konkrete Schutzmaßnahmen weitgehend Verständnis auf. In der Einwohnerbefragung des Jahres 2014 gaben 36 % der Einwohner an, auf den Nationalpark stolz zu sein, weitere 52 % fanden ihn wichtig, 2,5 % bewerteten ihn negativ. Dabei bewerteten jüngere Menschen und Frauen den Park im Schnitt positiver als ältere Menschen und Männer.
Wie weit es die Nationalparkverwaltung allerdings geschafft hat, die Einheimischen wirklich über die Details der Schutzregelungen aufzuklären, ist fraglich: der Nationalpark kann die Landwirtschaft kaum einschränken, da im Schutzgebiet schon vor Nationalparkgründung kaum Landwirtschaft stattfand. Auch der genaue Status des Schutzgebiets ist weitgehend unbekannt: So können selbst 2017, also 32 Jahre nach Einführung des Nationalparks, erst 14 % der Einheimischen ohne Hilfe (ungestützt) benennen, dass das Wattenmeer als Nationalpark geschützt ist. Die Bekanntheit der Schutzkategorie Biosphärenreservat liegt unter 1 %.

### Küstenschutz
Vorrang vor allen anderen Belangen hat im Nationalparkgebiet der Küstenschutz, von dem auch zugunsten des Umweltschutzes keinerlei Abstriche gemacht werden. Das bedeutet für die Festlands- und viele Inselbereiche den Ausbau und die Verstärkung der Seedeiche, in einigen Gebieten wie der Sylter Westküste auch das Anlagern von Sand. Anders als in anderen Nationalparks ist der Küstenschutz allerdings auch integraler Bestandteil des Nationalparks selber, da er seit mehreren hundert Jahren stattfindet und die heutige Form des Wattenmeers geprägt hat.
Das Wattenmeer in der Form, wie es unter Schutz gestellt ist, ist eine seit dem Mittelalter durch den Menschen geschaffene Landschaft, die ihr Gesicht ohne den Küstenschutz stark verändern würde. Ein Beispiel bilden hier die Salzwiesen, die oft von künstlichen Entwässerungsgräben durchzogen sind, die den eigentlich amphibischen Charakter des Biotops stark verändern. Während die Menschen allerdings seit der ersten Besiedlung bestrebt waren, dem Meer weitere Gebiete abzuringen und anzulanden, bestehen zur Landgewinnung nur noch minimale Planungen, vor Schardeichen Deichvorland zu befestigen, um so die Sturmflutsicherheit zu erhöhen.

### Tourismus

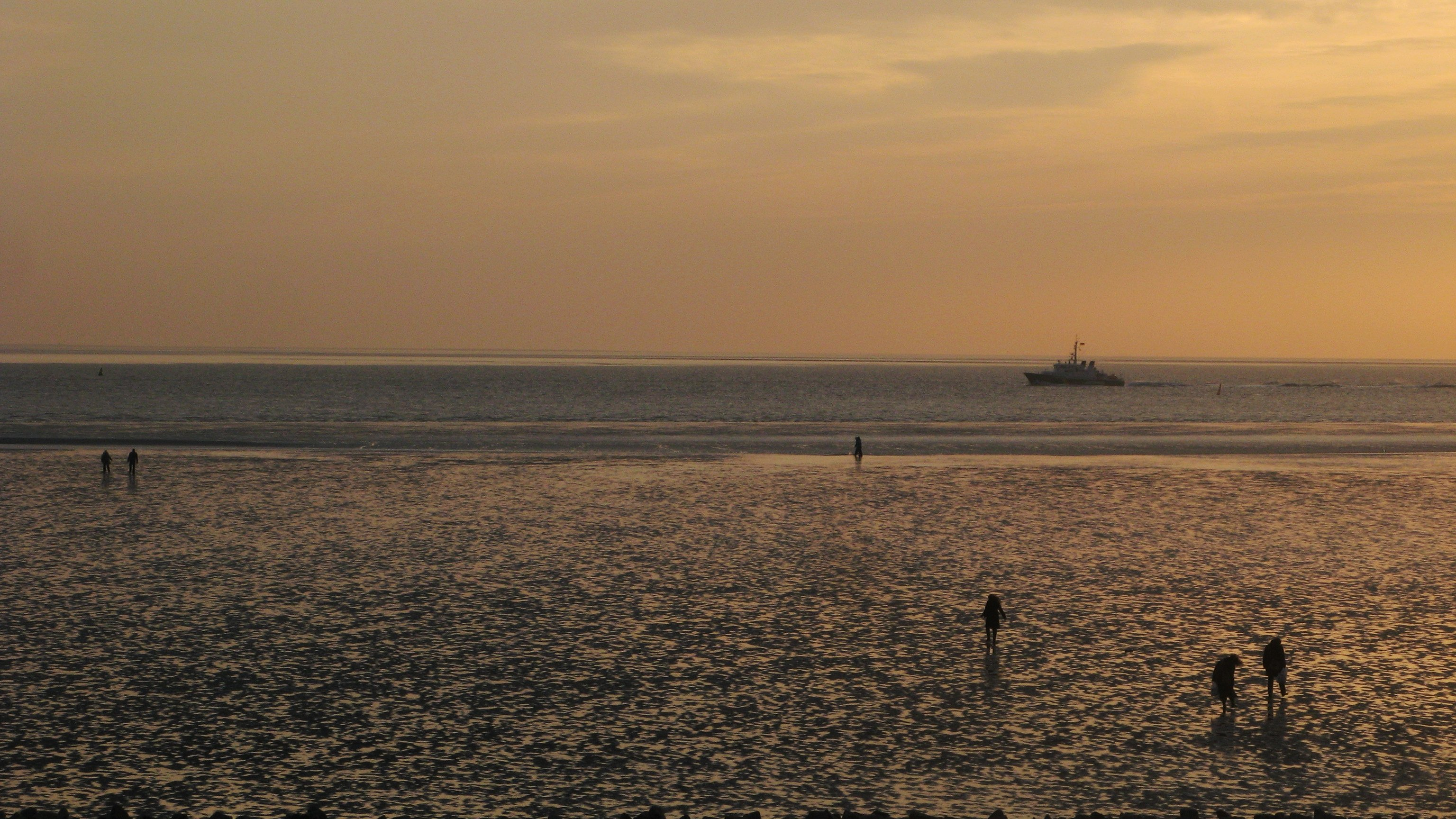
Beim Wattwandern können Touristen direkt in das Nationalparkgelände gelangen

Das Nationalparkgesetz nennt explizit, dass der Erhalt der Natur durch den Nationalpark auch – durch positive Rückwirkungen auf den Tourismus und das Ansehen der Region – der nachhaltigen Entwicklung zur Verbesserung der Lebens- und Arbeitsbedingungen der im Umfeld lebenden Menschen dienen soll. Der Nationalpark liegt in einer traditionellen deutschen Ferienregion, die auch ohne den Nationalpark schon ein populäres Urlaubsziel war. Zudem ist Tourismus die wichtigste Einnahmequelle der Region. So sorgen etwa, nach offiziellen Zahlen, 1,5 Millionen Urlauber jährlich für knapp 8,4 Millionen Übernachtungen im angrenzenden Küstenstreifen und auf den Nordseeinseln und -halligen. Die tatsächlichen Zahlen liegen wahrscheinlich weit über den offiziellen Statistiken, da diese den sogenannten „grauen Beherbergungsmarkt“ (Privatvermieter unter zehn Betten, Dauercamping, Verwandten- und Bekanntenwohnsitze) nicht erfassen. Ebenso lässt sich die Zahl der Tagesgäste schwer bestimmen. Um das Gesamtvolumen zu errechnen, werden ergänzende bevölkerungsrepräsentative Studien genutzt. Insgesamt wird danach an der Nordseeküste Schleswig-Holsteins ein Gesamtvolumen von 18,7 Millionen Übernachtungen generiert. Hinzu kommen pro Jahr 12,8 Millionen Tagesausflüge. Etwa 9.000 Beschäftigte arbeiten im Tourismus.

#### Nordseetourismus im Nationalpark

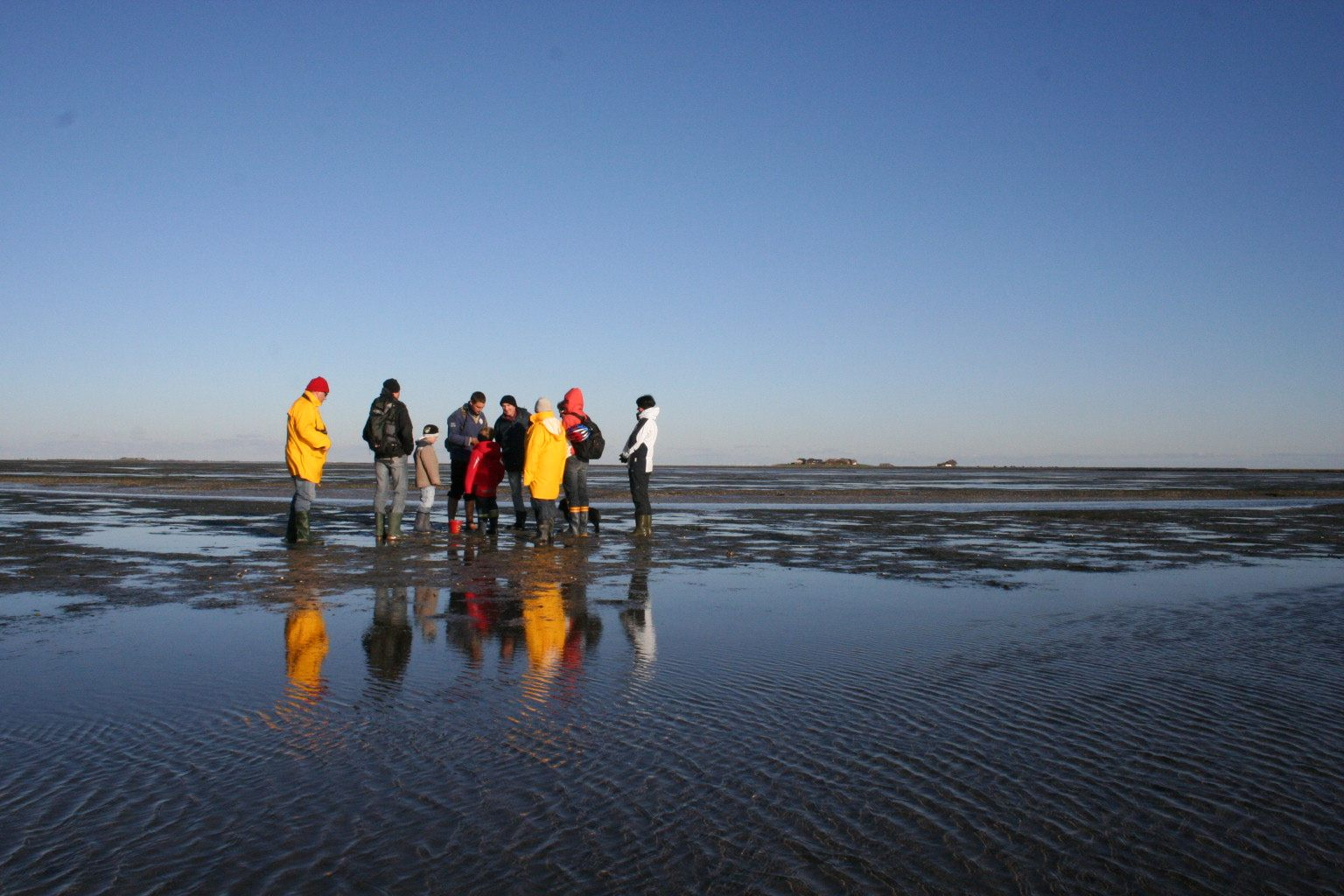
Wattexkursion der Schutzstation Wattenmeer im Nordwatt vor Hallig Langeness

Aufgrund der großen Besucherzahl, der großen Fläche und langen Grenze ebenso wie aufgrund der relativ bescheidenen Mitarbeiterzahl zur Überwachung gestaltet sich die Besucherlenkung und -überwachung schwierig. Während viele andere deutsche Nationalparks einen Haupteingang und ausgewiesene Nebeneingänge haben, ist es bei den Wattenmeernationalparks möglich, sie entlang des ganzen Küstenstreifens zu betreten. Es erfolgt zwar eine enge Kooperation zwischen Kommunen, Naturschutzverbänden und Nationalparkverwaltung, trotzdem weist die Überwachung erhebliche Lücken auf.
Die Wirkungen des Tourismus reichen zwar weit in den Nationalpark hinein, im Normalfall aber befinden sich die Urlauber selbst außerhalb des Parks. Direkt in den Park dringen vor allem Wattwanderer ein. Die Zahl der privat laufenden Wattwanderer ist dabei nicht bekannt, die Zahl der Teilnehmer an geführten Touren ist vor allem wetterabhängig, erreichte 2016 aber mit 143.000 Teilnehmern auf 5.900 einzelnen Touren einen seit 1999 nicht mehr erreichten Höchstwert. Geführt werden diese zu etwa zwei Dritteln von Angehörigen der Schutzstation Wattenmeer, der größte Teil des Rests entfällt auf Nationalpark-Wattführer.

#### Nationalparktourismus

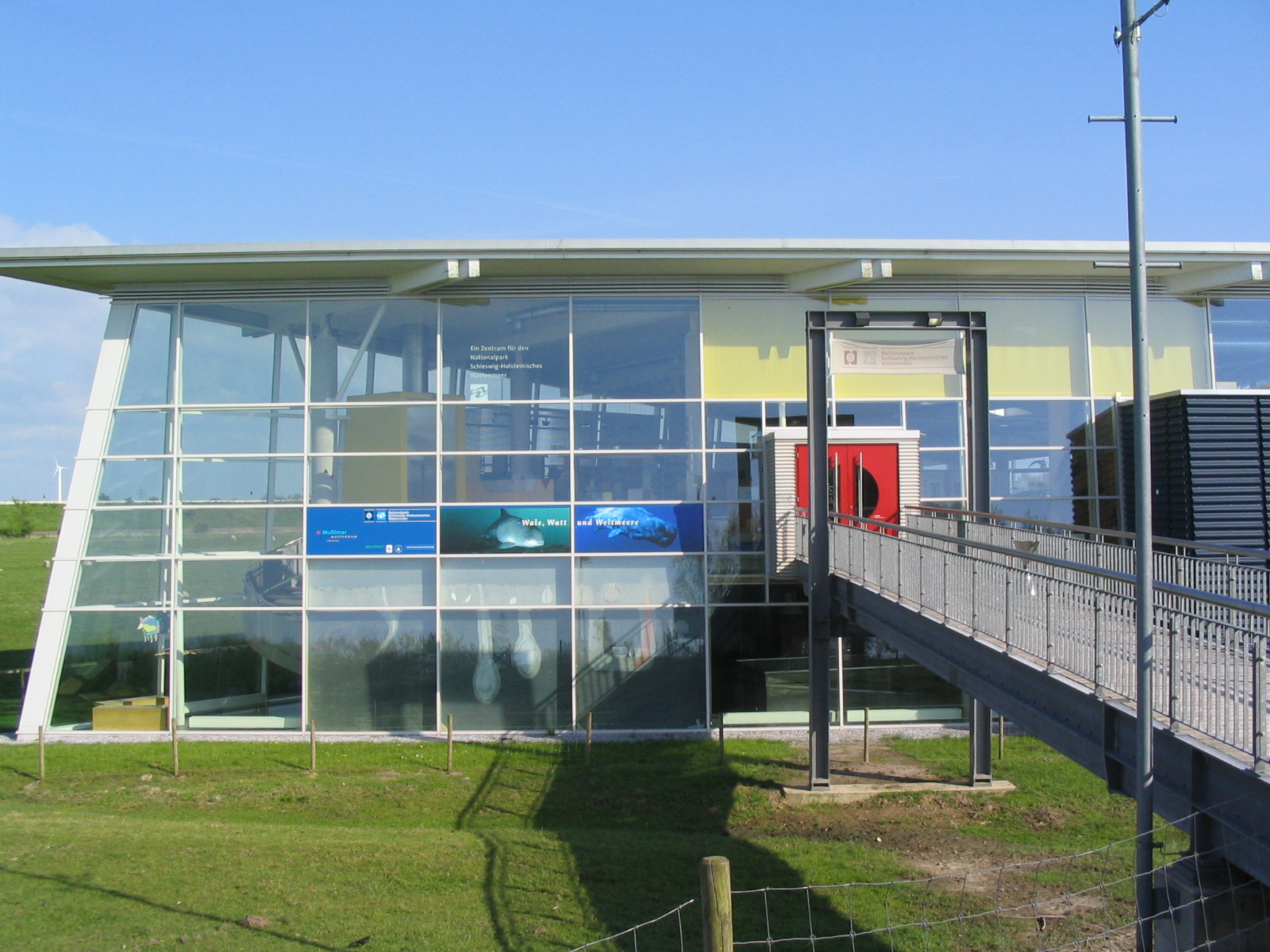
Das Multimar Wattforum ist mit rund 200.000 Besuchern jährlich das wichtigste Informationszentrum über den Nationalpark

Inwieweit sich der Nationalpark wirklich förderlich auf die Touristenzahlen auswirkt, ist unsicher. Die Zahl der Gästeankünfte und Übernachtungen erhöhte sich seit 1984 zwar stetig. Im Vergleich zu ähnlichen Kreisen ohne Nationalpark (Schleswig-Flensburg und Rendsburg-Eckernförde) und deren ebenfalls steigenden Besucherzahlen hat sich die Ausweisung laut einer statistischen Untersuchung von Julia Schmid „mit hoher Wahrscheinlichkeit nicht ausgewirkt“. Zeitlich fallen die starken Anstiege auch eher mit der deutschen Wiedervereinigung 1989/1990 zusammen als mit der Nationalparkausweisung 1986. Im Jahre 2014 lag der Prozentsatz an Nationalparktouristen im engeren Sinne bei 17 %. Diese Nationalparktouristen generieren jährlich eine touristische Wertschöpfung von 89 Millionen Euro. Das entspricht einem Einkommensäquivalent von 4741 Personen. Im Rahmen des INTERREG IV B-Projekts PROWAD wurde eine weitere Gästebefragung durchgeführt, in der Nordseeurlauber nach der Bedeutung des Schutzstatus Nationalpark als Reiseentscheidungsgrund gefragt wurden. Knapp 44 % der Befragten gaben an, dass der Schutz des Wattenmeers als Nationalpark „sehr wichtig“  oder „wichtig“ für ihre Reiseentscheidung sei.
Der Nationalpark selbst soll auch der Öffentlichkeitsarbeit dienen. Zu diesem Zweck hat die Nationalparkverwaltung ein umfassendes Besucherinformationssystem eingerichtet. Es besteht aus Pavillons, Infotafeln und -karten, Schildern und Wegweisern. Mittlerweile sind gut 750 Elemente an 250 Standorten entlang der Festlandküste sowie auf Inseln und Halligen zu finden. Vor allem aber betreibt sie seit 1999 ein Hauptzentrum (das Nationalpark-Zentrum Multimar Wattforum in Tönning) sowie das Nationalpark-Zentrum in Wyk auf Föhr und das Nationalparkhaus in Husum (gemeinsam mit dem WWF, der Schutzstation Wattenmeer und dem Kirchenkreis Husum-Bredstedt). Darüber hinaus informieren an der Küste mehr als 30 Nationalpark-Häuser und -Stationen über den Nationalpark und das Weltnaturerbe Wattenmeer. Diese Informationseinrichtungen werden von verschiedenen Trägern wie Umweltverbänden oder Kommunen betrieben und unterscheiden sich in Größe und Ausstattung. Gut besuchte Touristenattraktionen, die auch umfassend über den Nationalpark informieren, sind neben dem Multimar Wattforum mit rund 180.000 Besuchern beispielsweise die Seehundstation Friedrichskoog (knapp 160.000 Besucher im Jahr 2016) und das Erlebniszentrum Naturgewalten List auf Sylt (170.000).

#### Nationalpark-Partner im Nationalpark Schleswig-Holsteinisches Wattenmeer

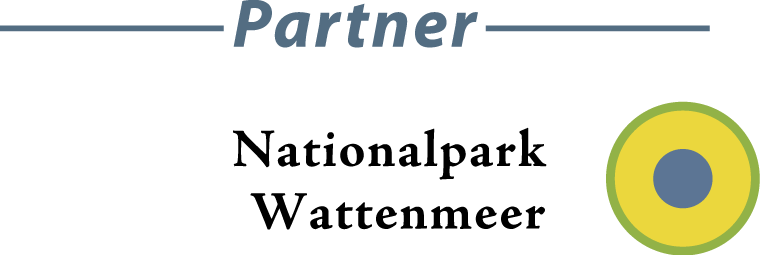
Das Logo des Projektes Nationalpark-Partner, das 2003 von der Nationalparkverwaltung ins Leben gerufen wurde.

Das Projekt wurde 2003 von der Nationalparkverwaltung gegründet. Seitdem können sich regionale touristische Betriebe für die Auszeichnung zum Nationalpark-Partner bewerben. Die Idee der Nationalpark-Partner am schleswig-holsteinischen Wattenmeer steht dabei für Qualität, gelebte Regionalität, Umweltbewusstsein und nachhaltige touristische Entwicklung in der Region. Es handelt sich um eine Kooperation zwischen Gemeinden, Naturschutzverbänden, lokalen touristischen Unternehmen und der Nationalparkverwaltung. Das zentrale Gremium der Nationalpark-Partner ist der Vergaberat, welcher über die Aufnahme in das Nationalpark-Partner Netzwerk entscheidet. Der Vergaberat setzt sich zusammen aus Vertretern der Insel- und Halligkonferenz, von Naturschutzverbänden, Partnern, der Nordsee-Tourismus-Service GmbH und der Nationalparkverwaltung. Die derzeitige Vorsitzende des Vergaberates ist Anja Szczesinski (WWF), die Geschäftsführung leitet Matthias Kundy (Nationalparkverwaltung). Unternehmen und Betriebe, die sich für eine Aufnahme in das Nationalpark-Partner Netzwerk bewerben, müssen umfassende Kriterien im Bereich Identifikation mit dem Nationalpark Wattenmeer, Umweltschutz, Qualität, Service und Informationsaustausch erfüllen, um aufgenommen zu werden. Mittlerweile umfasst das Partnerschaftsnetzwerk über 170 Partner, unterteilt in verschiedene Kategorien, wie zum Beispiel Ferienwohnungen, Reedereien, Museen oder Wattführer. Die Nationalpark-Partnerschaft ist für die Mitglieder kostenpflichtig.
Aktuell gibt es bundesweit in 27 Nationalen-Naturlandschaften (Biosphärenreservate, National- und Naturparke) Partner-Initiativen mit insgesamt über 1000 Partnern. Sie arbeiten zusammen in einer AG von Europarc Deutschland (dem Dachverband der Nationalen Naturlandschaften). Damit flächendeckend ein hohes Maß an Qualität bei den Partnern gewährleistet werden kann, wurden Mindeststandards und Kriterien bundesweit harmonisiert.

### Fischerei, Jagd und Landwirtschaft

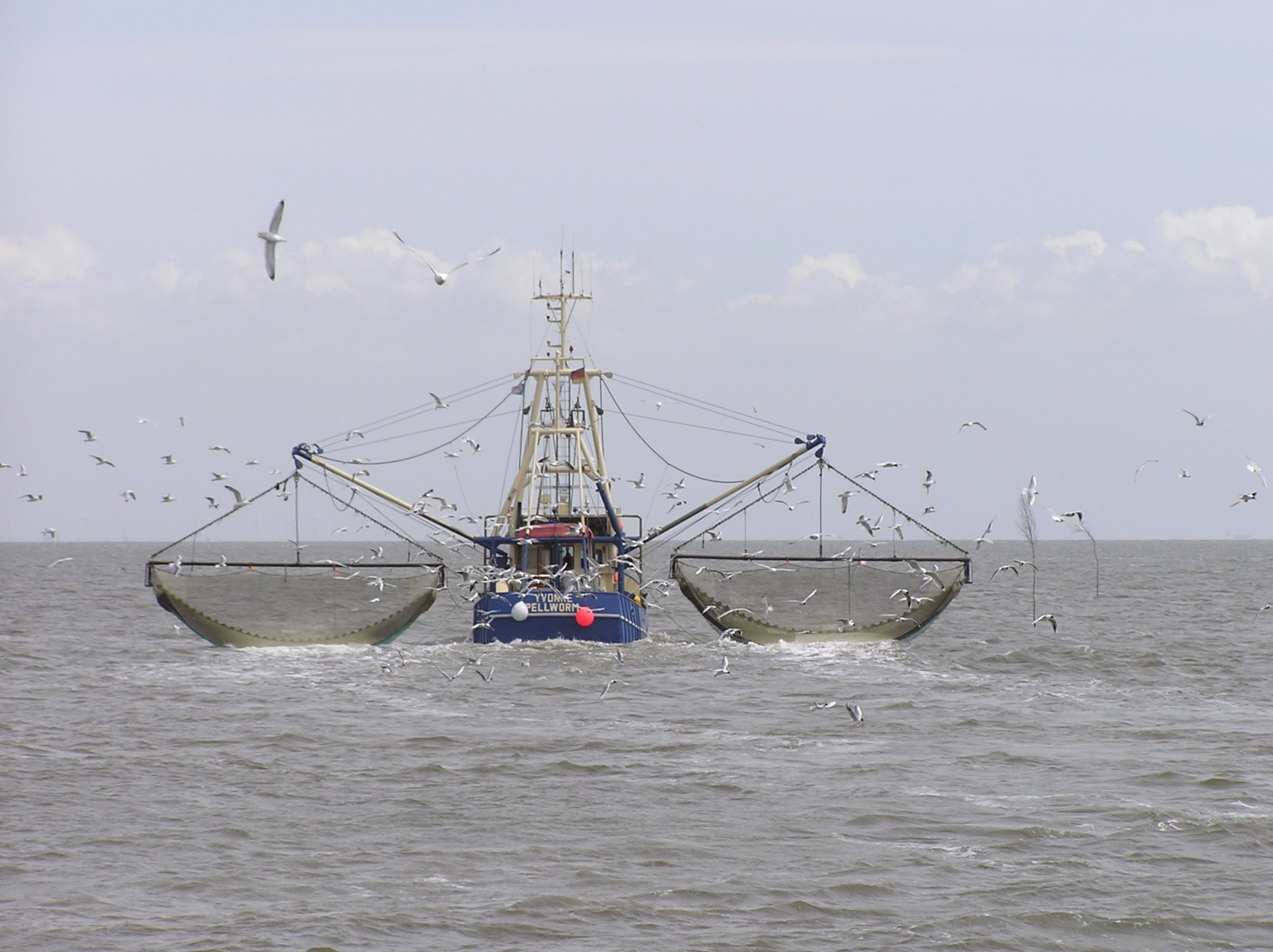
Traditionelle Krabbenkutter mit Baumkurren stellen die meisten Schiffe im Wattenmeer.

Konflikte provoziert insbesondere die Koexistenz von Nationalpark und Fischerei. Die größte wirtschaftliche Bedeutung innerhalb der Fischerei besitzt der Krabbenfang, da Krabben nicht bestandsgefährdet sind und keinerlei Fischereiquoten unterliegen. Kabeljau, Schollen und Seezungen hingegen werden kaum noch gefischt und unterliegen diversen Schutzbestimmungen und Quotenregelungen. Die industrielle sogenannte Gammelfischerei ist bereits seit den 1970er Jahren in den Küstengewässern der Nordsee verboten. Insgesamt trägt die Fischerei weniger als ein Prozent zum Bruttosozialprodukt der Westküste bei und ist damit ökonomisch relativ unbedeutend. Wichtiger ist ihre Existenz jedoch für den Tourismus, vermittelt sie doch typisches maritimes Flair, das die Nordseeurlauber erwarten. Während die Landwirtschaft an sich an der Westküste eine ökonomisch wesentlich größere Bedeutung hat, findet sie fast ausschließlich außerhalb des Nationalparkgebiets statt. Einzig die Beweidung der Salzwiesen durch Schafe stellt einen Konfliktpunkt dar.

#### Krabbenfang
Die Krabbenkutter sind ein charakteristisches Bild der Wattenmeerküste. Die Fischerei auf Nordseegarnelen oder Krabben (Crangon crangon) wird als traditionelle Fischerei angesehen. Sie erfolgt aber erst seit etwa 1900 mit Kuttern, zuvor mit der Gliep, einem Netz, das watend über den Meeresboden geschoben wurde. Im Jahr 2016 waren 77 schleswig-holsteinische Krabbenkutter in der Nordsee unterwegs. Der Kutterbestand ist seit vielen Jahren rückläufig: So gab es 1999 beispielsweise noch 144 Kutter. Betroffen sind hiervon vor allem kleinere Kutter von Familienbetrieben. Hingegen nimmt die Zahl größerer Industriekutter zu. Diese können länger und auch bei schlechterem Wetter draußen bleiben.
In den Jahren 2010–2015 wurden jährlich ca. 6.000 Tonnen Krabben angelandet, im Jahr 2016 war die Anlandung mit 2.530 Tonnen ungewöhnlich niedrig.

#### Muschelfang
Miesmuscheln werden auf maximal 1.700 ha sogenannten Muschelkulturbezirken bis zur Konsumreife kultiviert. Saat (also Jungmuscheln) für den Besatz dieser Muschelkulturen können aus natürlichem Brutfall oder aus bis zu 250 ha Saatmuschelgewinnungsanlagen gewonnen werden. Wildmuschelfang – also die direkte Anlandung von Miesmuscheln – ist verboten. Miesmuschelwirtschaft ist auf den ständig überfluteten Bereich der Zone 2 auf eine Fläche von ca. 13 ha des Nationalparks beschränkt. Seit 1997 sind alle trockenfallenden Bereiche des Wattenmeeres für die Miesmuschelwirtschaft gesperrt. Die Zahl der Erlaubnisse für die Miesmuschelwirtschaft im Wattenmeer ist auf acht begrenzt. Im Schnitt (2014–2016) wurden etwa 10.000 Tonnen angelandet. Von Anfang April bis Mitte Juni herrscht ein generelles Anlandeverbot.
Das Fischen von Herzmuscheln und Schwertmuscheln ist seit 1990 verboten. Dies war wegen der hohen Verluste in kalten Wintern in Schleswig-Holstein allerdings schon vorher weitgehend ohne wirtschaftliche Bedeutung. Die Pazifische Auster (Magallana gigas) kann von einem Lizenznehmer vor Sylt auf maximal 30 ha gezogen werden. Die Austern dieser Anlage werden den Winter über in beheizten Becken gehalten. Pro Jahr werden rund eine Million Austern auf Sylt geerntet und verkauft, etwa ein Drittel werden direkt auf Sylt verzehrt. Die Pazifische Auster hat sich in den vergangenen Jahren massenhaft im Wattenmeer verbreitet (Stand 2018). Aus den ehemals reinen Miesmuschelbänken haben sich „Austern-Muschel-Riffe“ (oyssel reefs) gebildet. Versuche, auch die Feste Trogmuschel (Spisula solida) zu fischen, verliefen Anfang der 1990er Jahre erfolgreich. Im strengen Winter 1995/1996 fielen jedoch sämtliche fischbaren Muscheln dem ungewöhnlich kalten Wetter zum Opfer. Seit Ende 2016 ist die Trogmuschelfischerei im Nationalpark unzulässig.

#### Aquakulturen und Jagd
In Büsum befindet sich eine Versuchsanlage für marine Aquakulturen, die über eine Pipeline mit Nordseewasser aus dem Nationalpark versorgt wird. Während die Jagd im Nationalpark seit 1999 verboten ist, sind auf den vom Park umgebenen Halligen weiterhin Jäger aktiv, die sich besonders auf Wasservögel spezialisiert haben.

#### Landwirtschaft

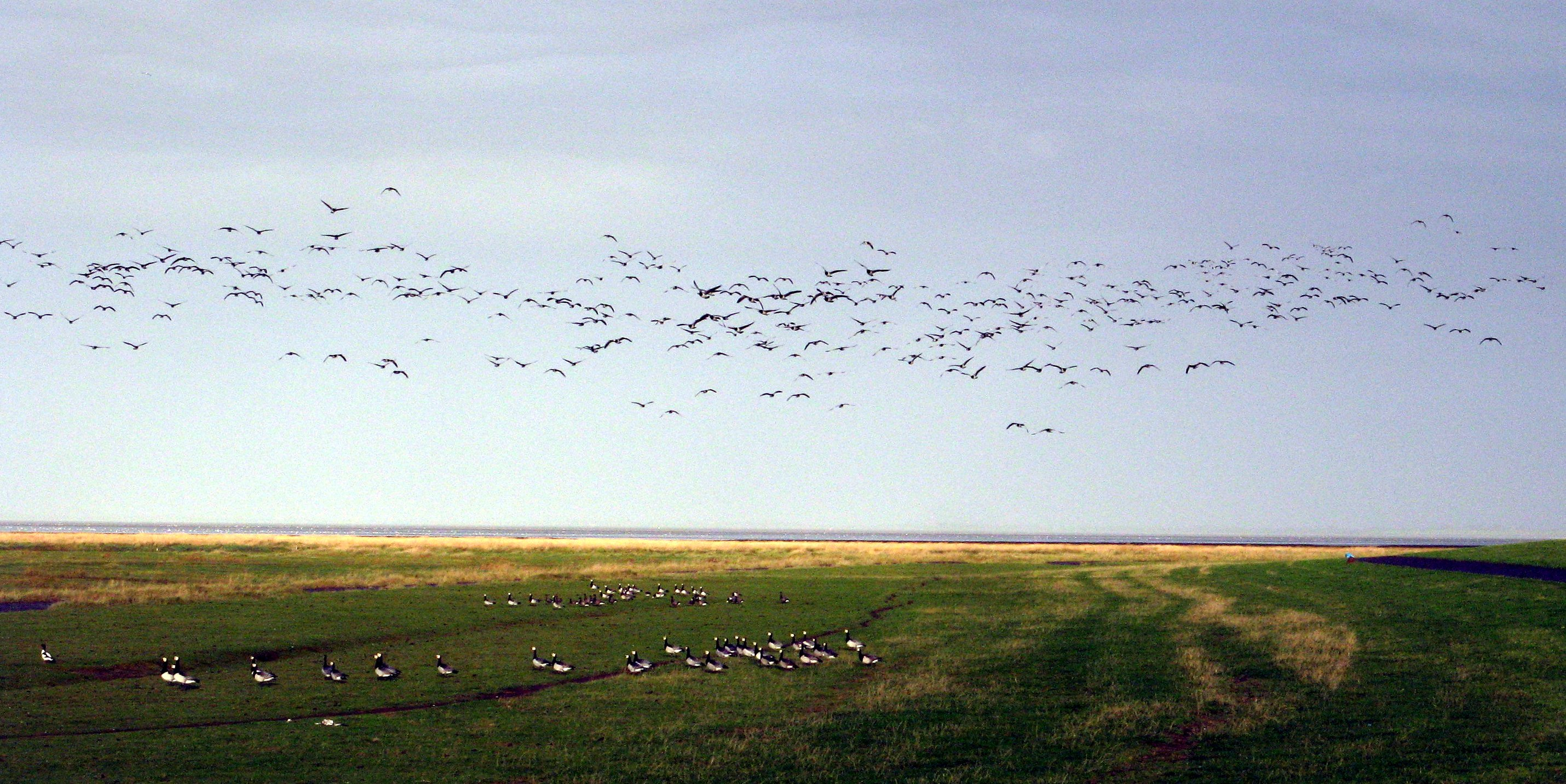
Bauern machen insbesondere Nonnengänse für Fraßschäden in den angrenzenden Gebieten verantwortlich. Diese profitieren aber vor allem davon, dass viele Salzwiesen nicht mehr durch Schafe beweidet werden.

Die Landwirtschaft stellt neben dem Tourismus eine wichtige Einnahmequelle der Küstengebiete dar. Insbesondere der südlichere Dithmarscher Teil war schon im Mittelalter Agrarexportgebiet und verfügt noch heute über eine intensive Landwirtschaft. Während diese mit Ausnahme der Schafzucht nicht direkt im Nationalparkgebiet stattfindet, so hat sie doch Auswirkungen auf dieses, da viele Vögel auch den Deich überfliegen und Wasser von und über die Felder durch Grüppen (Entwässerungsgräben) und Siele direkt in den Nationalpark gelangt.
Unmittelbar haben Landwirtschaft und Nationalpark jedoch nur wenig miteinander zu tun. Einzig auf den Salzwiesen stellt die Beweidung mit Schafen ein Problem dar. Seit Beginn der Besiedlung dienten die Salzwiesen zur Viehhaltung. Bis in die 1980er Jahre hinein wurde diese, zum größten Teil angetrieben durch staatliche Subventionen, intensiviert. Während es aus Küstenschutzgründen notwendig ist, den Seedeich und das direkte Deichvorland zu beweiden, den Bewuchs kurz zu halten und die Erde durch die Schaftritte zu verdichten, soll weiter seewärts möglichst darauf verzichtet werden.
Im Rahmen des Küstenrandstreifen-Programms, das von 1991 bis 1996 finanzielle Ausgleichszahlungen vorsah, verzichteten die Schäfer seitdem auf eine Beweidung vieler Salzwiesen. In den stillgelegten Flächen wurde zeitgleich die Entwässerung eingestellt. In den Jahren 1988 bis 2014 ist der Salzwiesenbestand vor den Küsten Nordfrieslands und Dithmarschens um 13,5 % angewachsen. Bei einer Gesamtfläche von 12.450 ha im Jahr 2006 wurden 47 % der Salzwiesen nicht, 11 % extensiv und 38 % intensiv beweidet.

### Verkehr und Infrastruktur

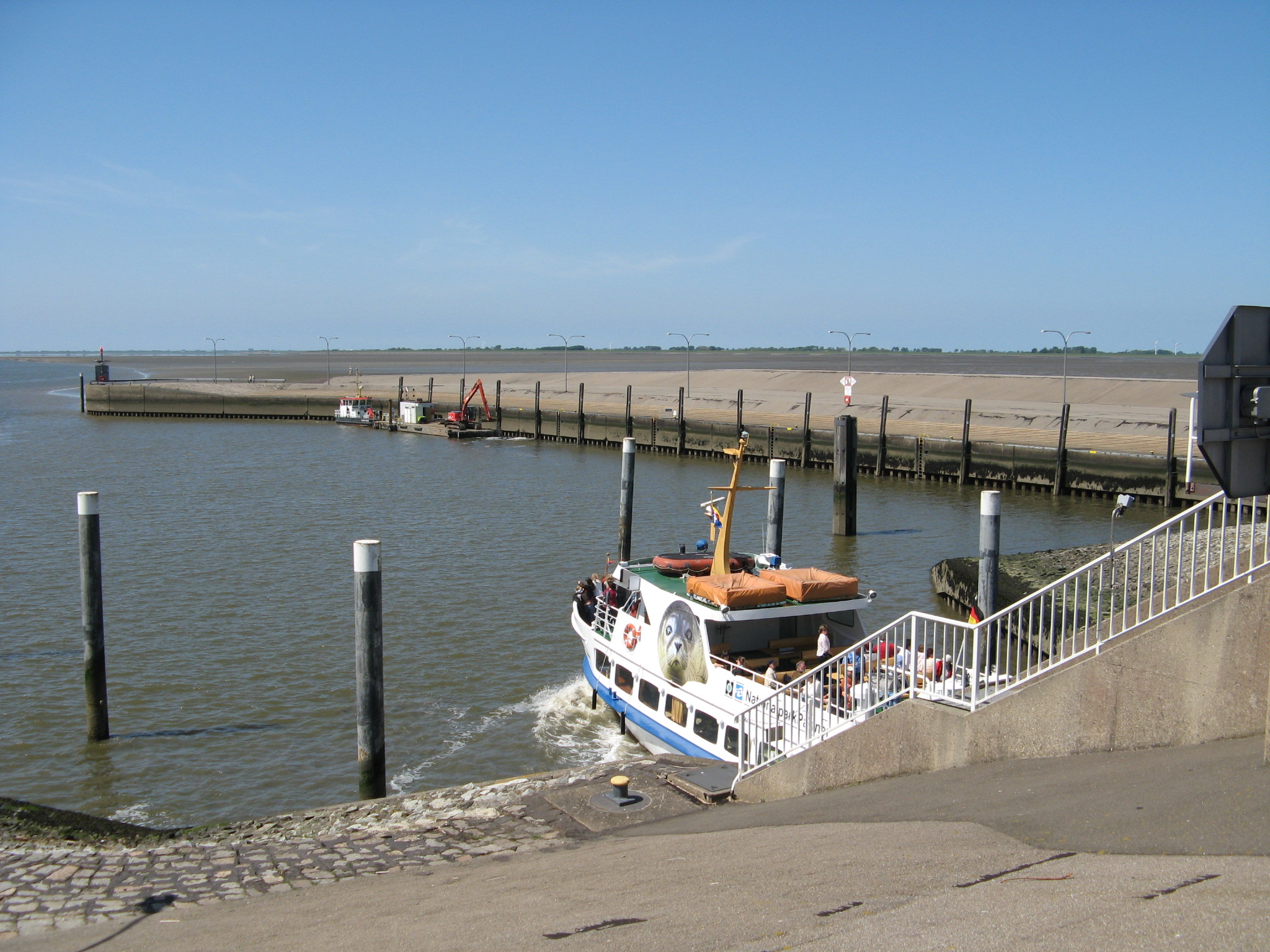
Fast der gesamte Schiffsverkehr im Nationalpark findet für Touristen statt. Diverse Reedereien arbeiten deshalb mit der Nationalparkverwaltung zusammen und lassen sich als Nationalparkpartner auszeichnen.

An der schleswig-holsteinischen Küste existieren kleinere und mittelgroße Häfen (Meldorf, Büsum, Husum, Nordstrand, Pellworm, Dagebüll, Wyk auf Föhr, Amrum, Hörnum und List auf Sylt), deren Anfahrt nur durch den Nationalpark möglich ist. Der größte Teil der Schiffsbewegungen findet in den Fahrrinnen des Fährverkehrs zu den Inseln statt.
Für das gesamte Seegebiet gilt eine besondere Befahrensverordnung des Bundes. Diese lässt beispielsweise die Absperrung zeitweiliger Schutzzonen zum Schutz von Seevögeln und Robben ebenso wie Befahrensverbote bei Niedrigwasser zu. Der seewärtige Teil des Nationalparks selbst ist als PSSA (Particularly Sensitive Sea Area) ausgezeichnet, was diverse Einschränkungen für den Schiffsverkehr bedeutet und vor allem Schiffen mit gefährlichen Frachten weiter seewärts gelegene Routen vorschreibt. Allerdings sind die wichtigsten Schifffahrtsrouten, wie insbesondere die direkt südlich des Nationalparks gelegene Elbmündung, davon ausgenommen.
Das Schleswig-Holsteinische Wattenmeer befindet sich direkt nördlich einer der am stärksten befahrenen Schifffahrtsstrecken der Welt, der südlichen Nordsee. In einer Gegend mit schnell wechselndem Wetter und oftmals starken Stürmen mit schlechter Sicht besteht immer das Risiko eines Schiffsunglücks mit erheblichen potenziellen Schäden auch für das Nationalparkgebiet. Im Alltag deutlicher sind allerdings ölverschmutzte Vögel, die verenden weil Kapitäne auf hoher See illegal Öl verklappen. Seine größte Gefährdung erlebte der Park am 25. Oktober 1998 bei der Havarie des Frachtschiffs Pallas vor Amrum, bei der etwa 244 Tonnen Öl in die Nordsee liefen.

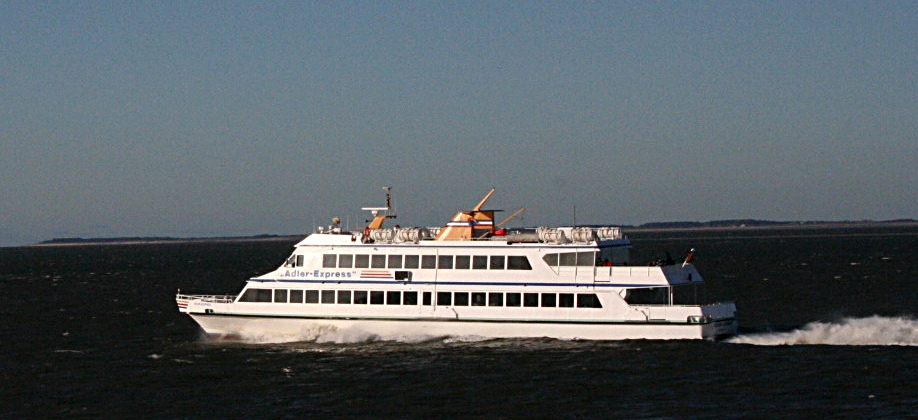
Der Adler-Express ist eine Schnellfähre zwischen den Inseln und dem Festland. Sie ist nicht als „Nationalpark-Partner“ zertifiziert. Da sie im Linienverkehr mit hoher Geschwindigkeit unterwegs ist, besteht die Gefahr, dass Meeressäuger zu wenig Zeit zur Flucht haben.

Da bewohnte Inseln und Halligen komplett vom Nationalparkgebiet umgeben sind, erfolgt ihre Versorgung und Anbindung zwangsläufig durch dieses hindurch. Neben dem Schiffsverkehr betrifft das auch diverse Leitungen (Energie, Daten, Wasser) sowie zivilen Flugverkehr.

### Öl, Windkraft und Sand

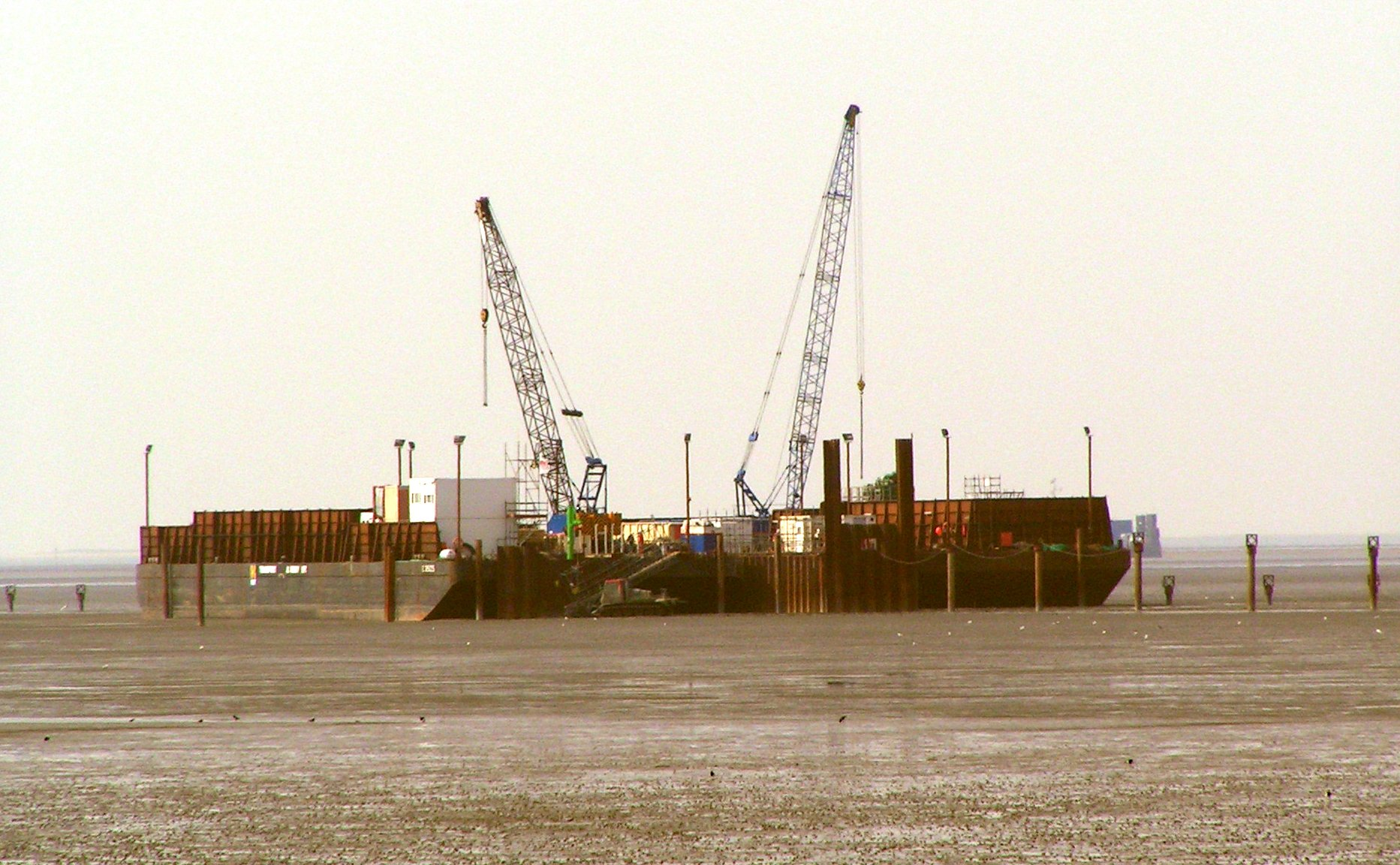
Bau der Pipeline durch den Nationalpark, um Mittelplate A mit dem Festland zu verbinden

Mitten im Nationalpark nahe der Vogelinsel Trischen befindet sich die einzige verbliebene deutsche Offshore-Ölbohrplattform Mittelplate A, die das mit Abstand bedeutendste deutsche Ölfeld ausbeutet. Die Ölförderung aus 2000 bis 3000 Meter Tiefe läuft dort seit 1987, seit 2000 ergänzt durch eine Schrägbohrung vom Festland aus (Friedrichskoog). Wurde das Öl ursprünglich mit Tankern nach Brunsbüttel transportiert, läuft es seit 2005 durch eine unterirdische Pipeline. Offiziellen Stellen zufolge ist die Abschirmung der Insel gut genug, dass sie als „Nullemissionseinheit“ aufgefasst werden kann. Natürlich entwickeln aber auch Beleuchtung, Lärm und die Versorgung der Bohrinsel vom niedersächsischen Cuxhaven aus ein gewisses Störpotenzial für die Umwelt vor Ort.
Die Errichtung weiterer Bohrinseln ist weder nach dem Nationalparkgesetz noch nach dem Trilateralen Wattenmeerabkommen erlaubt. Allerdings befinden sich wahrscheinlich weitere Vorkommen südlich des Feldes bis hin zum Elbstrom sowie auf den Salzstöcken vor Büsum und Oldenswort. Es ist nicht sicher, ob diese vollständig von Stationen außerhalb des Nationalparks erschlossen werden können; sehr unwahrscheinlich ist, dass Mittelplate A ausreicht, um alle Erdölquellen zu erschließen. Die RWE Dea hat fünf weitere Probebohrungen im Nationalpark beantragt. Um die Treffsicherheit zu erhöhen, soll dabei direkt senkrecht gebohrt werden, was aber auch bedeutet, dass dies nicht von Mittelplate A aus möglich ist. Dafür liegt zwar eine Genehmigung der Bergbehörde vor, einem Rechtsgutachten des Schleswig-Holsteinischen Landtags zufolge ist diese allerdings rechtswidrig. Die politische Auseinandersetzung um weitere Ölbohrungen läuft weiterhin.
Während die Windenergie bisher erst in den Landgebieten der angrenzenden Küstenregionen von entscheidender Bedeutung ist, laufen die Planungen für Offshore-Windparks. Diese sind zwar im Nationalpark verboten, die Anbindung an das Land (Seekabel, Versorgung) wird jedoch zwangsläufig durch das Gebiet des Nationalparks führen und dabei zumindest bei der Verlegung der Kabel für Beeinträchtigungen der Natur sorgen.
Während es verboten ist, Rohstoffe für kommerzielle Zwecke aus dem Meer zu entnehmen und etwa an Bauunternehmen zu verkaufen, kommt es doch zu größeren Sand- und Kies-Entnahmen zugunsten des Küstenschutzes. Im Schnitt 1,1 Millionen Kubikmeter werden jedes Jahr entnommen, um beispielsweise vor Sylt oder die Halligen Sand zu spülen oder um neue Deichbauten zu verstärken.

### Militär
Seit Einrichtung des Nationalparks hat die Bundeswehr ihren Schießplatz auf Sylt ganz aufgegeben, im militärischen Testgebiet im Südteil der Meldorfer Bucht werden weder Bomben noch Napalm wie in früheren Zeiten getestet. Noch in den 1960er Jahren schossen die Rüstungsfirmen an 130 Tagen im Jahr ins Watt und bargen die meisten Projektile wieder mit Hubschraubern. Allerdings führen Privatfirmen im Auftrag der Bundeswehr weiterhin an etwa zwei Tagen im Jahr Rüstungs- und Raketentests durch, die die Organismen im Zielgebiet massiv und direkt sowie das weitere Umfeld – durch die Bergung der Geschosse mit Hubschraubern – beeinträchtigen. Ebenso finden regelmäßig militärische Übungsflüge über dem Nationalparkgelände statt, die für Düsenflugzeuge eine Mindesthöhe von 900 Metern jedoch nicht unterschreiten dürfen.
Weitgehend unklar ist immer noch, wie viel Munition aus dem Zweiten Weltkrieg vor der schleswig-holsteinischen Küste liegt. Diese Munition wurde vielfach undokumentiert nach Kriegsende von der deutschen Marine im Meer versenkt. Obwohl anscheinend der größte Teil im niedersächsischen Wattenmeer ruht, dürften sich bei 400.000 bis 1.300.000 Tonnen Gesamtmenge auch im schleswig-holsteinischen Teil erhebliche Altlasten befinden. Bekannt sind solche an einigen Stellen westlich von Sylt, weitgehend unbekannt an anderen. Die Munition setzt durch Korrosion mittlerweile wahrscheinlich erhebliche Schadstoffmengen frei, bei unsachgemäßer Handhabung beispielsweise durch Fischer oder Touristen kann ein größeres Unglück, auch mit gravierenden Auswirkungen auf die Umwelt, nicht ausgeschlossen werden.

## Filmographie
- Im Nationalpark Wattenmeer. Dokumentarfilm, 45 Min., Deutschland, von Jens-Uwe Heins und Michael Sutor, Produktion: Komplett-Media, Grünwald 1998, ISBN 3-89672-492-4. Abenteuer Wildnis (Memento vom 1. Juli 2009 im Internet Archive) der ARD

- ...von den Gezeiten geprägt, Nationalpark Schleswig-Holsteinisches Wattenmeer, 21 Min., Deutschland, 1995. Ein Film von Helmke Kaufner und Peter Kaufner, Produktion: Cinedesign, Hamburg